# Échecs cylindriques
Les échecs cylindriques sont une variante du jeu d'échecs et une condition féerique du problème d'échecs, dans lesquelles certains bords de l'échiquier communiquent.
Cette variante des échecs apparait dès 947 dans les écrits de l'historien Al Masû'dî comme l'une des six variantes possibles du jeu.
On distingue les échiquiers cylindriques verticaux (les colonnes a et h communiquent), horizontaux (les rangées 1 et 8 communiquent) et toriques (la combinaison des deux précédents, l'échiquier n'a alors plus de bord).

## Exemples de plateau

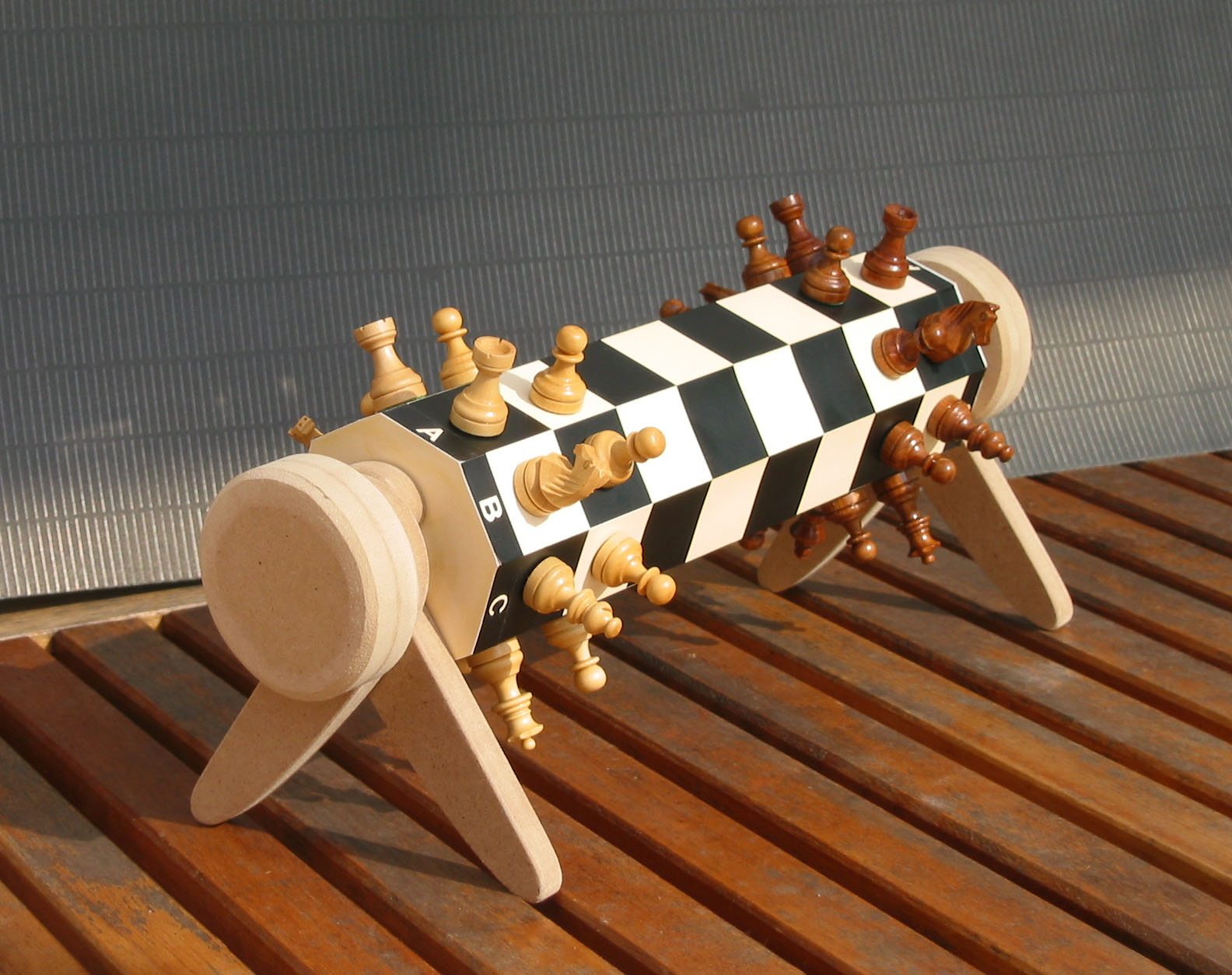
Échiquier cylindrique vertical
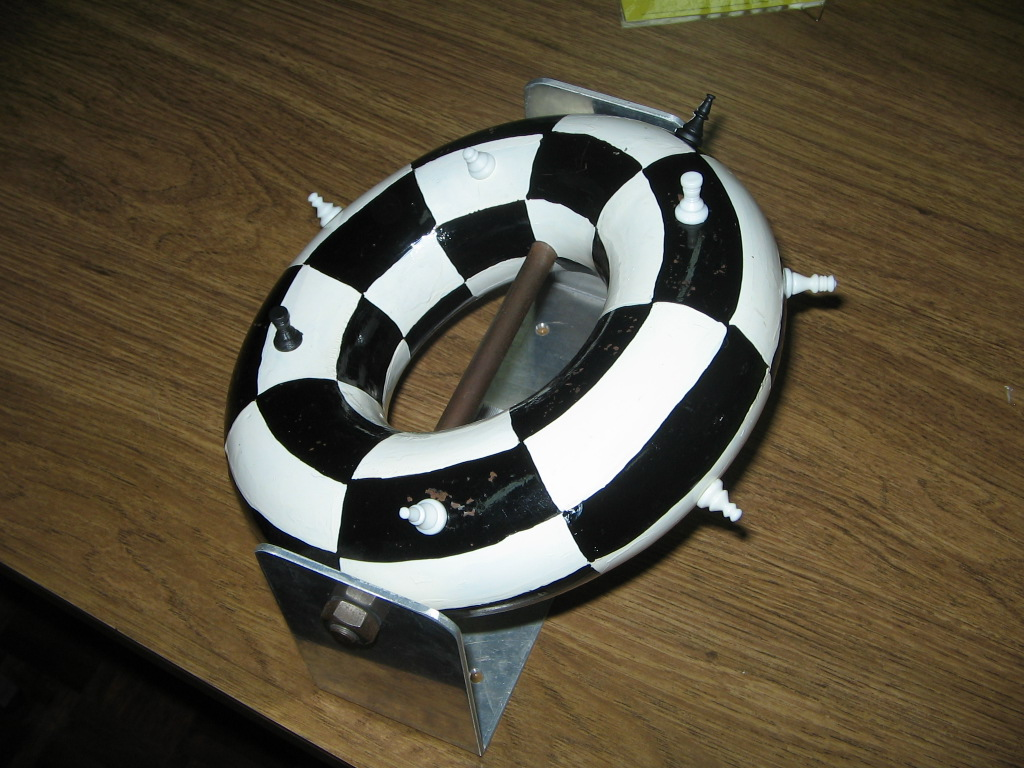
Échecs toriques

## Règles
|   | a | b | c | d | e | f | g | h |   |
| 8 | croix noire sur case noire b8 · croix noire sur case noire d8 · croix noire sur case noire a7 · croix noire sur case noire e7 · croix noire sur case noire f6 · croix noire sur case noire h6 · croix noire sur case noire g5 · cercle noir sur case blanche a4 · croix noire sur case noire f4 · cercle noir sur case blanche g4 · croix noire sur case noire h4 · croix noire sur case noire a3 · cercle noir sur case blanche b3 · croix noire sur case noire e3 · cercle noir sur case blanche f3 · croix noire sur case noire b2 · croix noire sur case noire d2 · Cavalier noir sur case noire h2 · cercle noir sur case blanche b1 · Fou blanc sur case noire c1 · cercle noir sur case blanche f1 | croix noire sur case noire b8 · croix noire sur case noire d8 · croix noire sur case noire a7 · croix noire sur case noire e7 · croix noire sur case noire f6 · croix noire sur case noire h6 · croix noire sur case noire g5 · cercle noir sur case blanche a4 · croix noire sur case noire f4 · cercle noir sur case blanche g4 · croix noire sur case noire h4 · croix noire sur case noire a3 · cercle noir sur case blanche b3 · croix noire sur case noire e3 · cercle noir sur case blanche f3 · croix noire sur case noire b2 · croix noire sur case noire d2 · Cavalier noir sur case noire h2 · cercle noir sur case blanche b1 · Fou blanc sur case noire c1 · cercle noir sur case blanche f1 | croix noire sur case noire b8 · croix noire sur case noire d8 · croix noire sur case noire a7 · croix noire sur case noire e7 · croix noire sur case noire f6 · croix noire sur case noire h6 · croix noire sur case noire g5 · cercle noir sur case blanche a4 · croix noire sur case noire f4 · cercle noir sur case blanche g4 · croix noire sur case noire h4 · croix noire sur case noire a3 · cercle noir sur case blanche b3 · croix noire sur case noire e3 · cercle noir sur case blanche f3 · croix noire sur case noire b2 · croix noire sur case noire d2 · Cavalier noir sur case noire h2 · cercle noir sur case blanche b1 · Fou blanc sur case noire c1 · cercle noir sur case blanche f1 | croix noire sur case noire b8 · croix noire sur case noire d8 · croix noire sur case noire a7 · croix noire sur case noire e7 · croix noire sur case noire f6 · croix noire sur case noire h6 · croix noire sur case noire g5 · cercle noir sur case blanche a4 · croix noire sur case noire f4 · cercle noir sur case blanche g4 · croix noire sur case noire h4 · croix noire sur case noire a3 · cercle noir sur case blanche b3 · croix noire sur case noire e3 · cercle noir sur case blanche f3 · croix noire sur case noire b2 · croix noire sur case noire d2 · Cavalier noir sur case noire h2 · cercle noir sur case blanche b1 · Fou blanc sur case noire c1 · cercle noir sur case blanche f1 | croix noire sur case noire b8 · croix noire sur case noire d8 · croix noire sur case noire a7 · croix noire sur case noire e7 · croix noire sur case noire f6 · croix noire sur case noire h6 · croix noire sur case noire g5 · cercle noir sur case blanche a4 · croix noire sur case noire f4 · cercle noir sur case blanche g4 · croix noire sur case noire h4 · croix noire sur case noire a3 · cercle noir sur case blanche b3 · croix noire sur case noire e3 · cercle noir sur case blanche f3 · croix noire sur case noire b2 · croix noire sur case noire d2 · Cavalier noir sur case noire h2 · cercle noir sur case blanche b1 · Fou blanc sur case noire c1 · cercle noir sur case blanche f1 | croix noire sur case noire b8 · croix noire sur case noire d8 · croix noire sur case noire a7 · croix noire sur case noire e7 · croix noire sur case noire f6 · croix noire sur case noire h6 · croix noire sur case noire g5 · cercle noir sur case blanche a4 · croix noire sur case noire f4 · cercle noir sur case blanche g4 · croix noire sur case noire h4 · croix noire sur case noire a3 · cercle noir sur case blanche b3 · croix noire sur case noire e3 · cercle noir sur case blanche f3 · croix noire sur case noire b2 · croix noire sur case noire d2 · Cavalier noir sur case noire h2 · cercle noir sur case blanche b1 · Fou blanc sur case noire c1 · cercle noir sur case blanche f1 | croix noire sur case noire b8 · croix noire sur case noire d8 · croix noire sur case noire a7 · croix noire sur case noire e7 · croix noire sur case noire f6 · croix noire sur case noire h6 · croix noire sur case noire g5 · cercle noir sur case blanche a4 · croix noire sur case noire f4 · cercle noir sur case blanche g4 · croix noire sur case noire h4 · croix noire sur case noire a3 · cercle noir sur case blanche b3 · croix noire sur case noire e3 · cercle noir sur case blanche f3 · croix noire sur case noire b2 · croix noire sur case noire d2 · Cavalier noir sur case noire h2 · cercle noir sur case blanche b1 · Fou blanc sur case noire c1 · cercle noir sur case blanche f1 | croix noire sur case noire b8 · croix noire sur case noire d8 · croix noire sur case noire a7 · croix noire sur case noire e7 · croix noire sur case noire f6 · croix noire sur case noire h6 · croix noire sur case noire g5 · cercle noir sur case blanche a4 · croix noire sur case noire f4 · cercle noir sur case blanche g4 · croix noire sur case noire h4 · croix noire sur case noire a3 · cercle noir sur case blanche b3 · croix noire sur case noire e3 · cercle noir sur case blanche f3 · croix noire sur case noire b2 · croix noire sur case noire d2 · Cavalier noir sur case noire h2 · cercle noir sur case blanche b1 · Fou blanc sur case noire c1 · cercle noir sur case blanche f1 | 8 |
| 7 | croix noire sur case noire b8 · croix noire sur case noire d8 · croix noire sur case noire a7 · croix noire sur case noire e7 · croix noire sur case noire f6 · croix noire sur case noire h6 · croix noire sur case noire g5 · cercle noir sur case blanche a4 · croix noire sur case noire f4 · cercle noir sur case blanche g4 · croix noire sur case noire h4 · croix noire sur case noire a3 · cercle noir sur case blanche b3 · croix noire sur case noire e3 · cercle noir sur case blanche f3 · croix noire sur case noire b2 · croix noire sur case noire d2 · Cavalier noir sur case noire h2 · cercle noir sur case blanche b1 · Fou blanc sur case noire c1 · cercle noir sur case blanche f1 | croix noire sur case noire b8 · croix noire sur case noire d8 · croix noire sur case noire a7 · croix noire sur case noire e7 · croix noire sur case noire f6 · croix noire sur case noire h6 · croix noire sur case noire g5 · cercle noir sur case blanche a4 · croix noire sur case noire f4 · cercle noir sur case blanche g4 · croix noire sur case noire h4 · croix noire sur case noire a3 · cercle noir sur case blanche b3 · croix noire sur case noire e3 · cercle noir sur case blanche f3 · croix noire sur case noire b2 · croix noire sur case noire d2 · Cavalier noir sur case noire h2 · cercle noir sur case blanche b1 · Fou blanc sur case noire c1 · cercle noir sur case blanche f1 | croix noire sur case noire b8 · croix noire sur case noire d8 · croix noire sur case noire a7 · croix noire sur case noire e7 · croix noire sur case noire f6 · croix noire sur case noire h6 · croix noire sur case noire g5 · cercle noir sur case blanche a4 · croix noire sur case noire f4 · cercle noir sur case blanche g4 · croix noire sur case noire h4 · croix noire sur case noire a3 · cercle noir sur case blanche b3 · croix noire sur case noire e3 · cercle noir sur case blanche f3 · croix noire sur case noire b2 · croix noire sur case noire d2 · Cavalier noir sur case noire h2 · cercle noir sur case blanche b1 · Fou blanc sur case noire c1 · cercle noir sur case blanche f1 | croix noire sur case noire b8 · croix noire sur case noire d8 · croix noire sur case noire a7 · croix noire sur case noire e7 · croix noire sur case noire f6 · croix noire sur case noire h6 · croix noire sur case noire g5 · cercle noir sur case blanche a4 · croix noire sur case noire f4 · cercle noir sur case blanche g4 · croix noire sur case noire h4 · croix noire sur case noire a3 · cercle noir sur case blanche b3 · croix noire sur case noire e3 · cercle noir sur case blanche f3 · croix noire sur case noire b2 · croix noire sur case noire d2 · Cavalier noir sur case noire h2 · cercle noir sur case blanche b1 · Fou blanc sur case noire c1 · cercle noir sur case blanche f1 | croix noire sur case noire b8 · croix noire sur case noire d8 · croix noire sur case noire a7 · croix noire sur case noire e7 · croix noire sur case noire f6 · croix noire sur case noire h6 · croix noire sur case noire g5 · cercle noir sur case blanche a4 · croix noire sur case noire f4 · cercle noir sur case blanche g4 · croix noire sur case noire h4 · croix noire sur case noire a3 · cercle noir sur case blanche b3 · croix noire sur case noire e3 · cercle noir sur case blanche f3 · croix noire sur case noire b2 · croix noire sur case noire d2 · Cavalier noir sur case noire h2 · cercle noir sur case blanche b1 · Fou blanc sur case noire c1 · cercle noir sur case blanche f1 | croix noire sur case noire b8 · croix noire sur case noire d8 · croix noire sur case noire a7 · croix noire sur case noire e7 · croix noire sur case noire f6 · croix noire sur case noire h6 · croix noire sur case noire g5 · cercle noir sur case blanche a4 · croix noire sur case noire f4 · cercle noir sur case blanche g4 · croix noire sur case noire h4 · croix noire sur case noire a3 · cercle noir sur case blanche b3 · croix noire sur case noire e3 · cercle noir sur case blanche f3 · croix noire sur case noire b2 · croix noire sur case noire d2 · Cavalier noir sur case noire h2 · cercle noir sur case blanche b1 · Fou blanc sur case noire c1 · cercle noir sur case blanche f1 | croix noire sur case noire b8 · croix noire sur case noire d8 · croix noire sur case noire a7 · croix noire sur case noire e7 · croix noire sur case noire f6 · croix noire sur case noire h6 · croix noire sur case noire g5 · cercle noir sur case blanche a4 · croix noire sur case noire f4 · cercle noir sur case blanche g4 · croix noire sur case noire h4 · croix noire sur case noire a3 · cercle noir sur case blanche b3 · croix noire sur case noire e3 · cercle noir sur case blanche f3 · croix noire sur case noire b2 · croix noire sur case noire d2 · Cavalier noir sur case noire h2 · cercle noir sur case blanche b1 · Fou blanc sur case noire c1 · cercle noir sur case blanche f1 | croix noire sur case noire b8 · croix noire sur case noire d8 · croix noire sur case noire a7 · croix noire sur case noire e7 · croix noire sur case noire f6 · croix noire sur case noire h6 · croix noire sur case noire g5 · cercle noir sur case blanche a4 · croix noire sur case noire f4 · cercle noir sur case blanche g4 · croix noire sur case noire h4 · croix noire sur case noire a3 · cercle noir sur case blanche b3 · croix noire sur case noire e3 · cercle noir sur case blanche f3 · croix noire sur case noire b2 · croix noire sur case noire d2 · Cavalier noir sur case noire h2 · cercle noir sur case blanche b1 · Fou blanc sur case noire c1 · cercle noir sur case blanche f1 | 7 |
| 6 | croix noire sur case noire b8 · croix noire sur case noire d8 · croix noire sur case noire a7 · croix noire sur case noire e7 · croix noire sur case noire f6 · croix noire sur case noire h6 · croix noire sur case noire g5 · cercle noir sur case blanche a4 · croix noire sur case noire f4 · cercle noir sur case blanche g4 · croix noire sur case noire h4 · croix noire sur case noire a3 · cercle noir sur case blanche b3 · croix noire sur case noire e3 · cercle noir sur case blanche f3 · croix noire sur case noire b2 · croix noire sur case noire d2 · Cavalier noir sur case noire h2 · cercle noir sur case blanche b1 · Fou blanc sur case noire c1 · cercle noir sur case blanche f1 | croix noire sur case noire b8 · croix noire sur case noire d8 · croix noire sur case noire a7 · croix noire sur case noire e7 · croix noire sur case noire f6 · croix noire sur case noire h6 · croix noire sur case noire g5 · cercle noir sur case blanche a4 · croix noire sur case noire f4 · cercle noir sur case blanche g4 · croix noire sur case noire h4 · croix noire sur case noire a3 · cercle noir sur case blanche b3 · croix noire sur case noire e3 · cercle noir sur case blanche f3 · croix noire sur case noire b2 · croix noire sur case noire d2 · Cavalier noir sur case noire h2 · cercle noir sur case blanche b1 · Fou blanc sur case noire c1 · cercle noir sur case blanche f1 | croix noire sur case noire b8 · croix noire sur case noire d8 · croix noire sur case noire a7 · croix noire sur case noire e7 · croix noire sur case noire f6 · croix noire sur case noire h6 · croix noire sur case noire g5 · cercle noir sur case blanche a4 · croix noire sur case noire f4 · cercle noir sur case blanche g4 · croix noire sur case noire h4 · croix noire sur case noire a3 · cercle noir sur case blanche b3 · croix noire sur case noire e3 · cercle noir sur case blanche f3 · croix noire sur case noire b2 · croix noire sur case noire d2 · Cavalier noir sur case noire h2 · cercle noir sur case blanche b1 · Fou blanc sur case noire c1 · cercle noir sur case blanche f1 | croix noire sur case noire b8 · croix noire sur case noire d8 · croix noire sur case noire a7 · croix noire sur case noire e7 · croix noire sur case noire f6 · croix noire sur case noire h6 · croix noire sur case noire g5 · cercle noir sur case blanche a4 · croix noire sur case noire f4 · cercle noir sur case blanche g4 · croix noire sur case noire h4 · croix noire sur case noire a3 · cercle noir sur case blanche b3 · croix noire sur case noire e3 · cercle noir sur case blanche f3 · croix noire sur case noire b2 · croix noire sur case noire d2 · Cavalier noir sur case noire h2 · cercle noir sur case blanche b1 · Fou blanc sur case noire c1 · cercle noir sur case blanche f1 | croix noire sur case noire b8 · croix noire sur case noire d8 · croix noire sur case noire a7 · croix noire sur case noire e7 · croix noire sur case noire f6 · croix noire sur case noire h6 · croix noire sur case noire g5 · cercle noir sur case blanche a4 · croix noire sur case noire f4 · cercle noir sur case blanche g4 · croix noire sur case noire h4 · croix noire sur case noire a3 · cercle noir sur case blanche b3 · croix noire sur case noire e3 · cercle noir sur case blanche f3 · croix noire sur case noire b2 · croix noire sur case noire d2 · Cavalier noir sur case noire h2 · cercle noir sur case blanche b1 · Fou blanc sur case noire c1 · cercle noir sur case blanche f1 | croix noire sur case noire b8 · croix noire sur case noire d8 · croix noire sur case noire a7 · croix noire sur case noire e7 · croix noire sur case noire f6 · croix noire sur case noire h6 · croix noire sur case noire g5 · cercle noir sur case blanche a4 · croix noire sur case noire f4 · cercle noir sur case blanche g4 · croix noire sur case noire h4 · croix noire sur case noire a3 · cercle noir sur case blanche b3 · croix noire sur case noire e3 · cercle noir sur case blanche f3 · croix noire sur case noire b2 · croix noire sur case noire d2 · Cavalier noir sur case noire h2 · cercle noir sur case blanche b1 · Fou blanc sur case noire c1 · cercle noir sur case blanche f1 | croix noire sur case noire b8 · croix noire sur case noire d8 · croix noire sur case noire a7 · croix noire sur case noire e7 · croix noire sur case noire f6 · croix noire sur case noire h6 · croix noire sur case noire g5 · cercle noir sur case blanche a4 · croix noire sur case noire f4 · cercle noir sur case blanche g4 · croix noire sur case noire h4 · croix noire sur case noire a3 · cercle noir sur case blanche b3 · croix noire sur case noire e3 · cercle noir sur case blanche f3 · croix noire sur case noire b2 · croix noire sur case noire d2 · Cavalier noir sur case noire h2 · cercle noir sur case blanche b1 · Fou blanc sur case noire c1 · cercle noir sur case blanche f1 | croix noire sur case noire b8 · croix noire sur case noire d8 · croix noire sur case noire a7 · croix noire sur case noire e7 · croix noire sur case noire f6 · croix noire sur case noire h6 · croix noire sur case noire g5 · cercle noir sur case blanche a4 · croix noire sur case noire f4 · cercle noir sur case blanche g4 · croix noire sur case noire h4 · croix noire sur case noire a3 · cercle noir sur case blanche b3 · croix noire sur case noire e3 · cercle noir sur case blanche f3 · croix noire sur case noire b2 · croix noire sur case noire d2 · Cavalier noir sur case noire h2 · cercle noir sur case blanche b1 · Fou blanc sur case noire c1 · cercle noir sur case blanche f1 | 6 |
| 5 | croix noire sur case noire b8 · croix noire sur case noire d8 · croix noire sur case noire a7 · croix noire sur case noire e7 · croix noire sur case noire f6 · croix noire sur case noire h6 · croix noire sur case noire g5 · cercle noir sur case blanche a4 · croix noire sur case noire f4 · cercle noir sur case blanche g4 · croix noire sur case noire h4 · croix noire sur case noire a3 · cercle noir sur case blanche b3 · croix noire sur case noire e3 · cercle noir sur case blanche f3 · croix noire sur case noire b2 · croix noire sur case noire d2 · Cavalier noir sur case noire h2 · cercle noir sur case blanche b1 · Fou blanc sur case noire c1 · cercle noir sur case blanche f1 | croix noire sur case noire b8 · croix noire sur case noire d8 · croix noire sur case noire a7 · croix noire sur case noire e7 · croix noire sur case noire f6 · croix noire sur case noire h6 · croix noire sur case noire g5 · cercle noir sur case blanche a4 · croix noire sur case noire f4 · cercle noir sur case blanche g4 · croix noire sur case noire h4 · croix noire sur case noire a3 · cercle noir sur case blanche b3 · croix noire sur case noire e3 · cercle noir sur case blanche f3 · croix noire sur case noire b2 · croix noire sur case noire d2 · Cavalier noir sur case noire h2 · cercle noir sur case blanche b1 · Fou blanc sur case noire c1 · cercle noir sur case blanche f1 | croix noire sur case noire b8 · croix noire sur case noire d8 · croix noire sur case noire a7 · croix noire sur case noire e7 · croix noire sur case noire f6 · croix noire sur case noire h6 · croix noire sur case noire g5 · cercle noir sur case blanche a4 · croix noire sur case noire f4 · cercle noir sur case blanche g4 · croix noire sur case noire h4 · croix noire sur case noire a3 · cercle noir sur case blanche b3 · croix noire sur case noire e3 · cercle noir sur case blanche f3 · croix noire sur case noire b2 · croix noire sur case noire d2 · Cavalier noir sur case noire h2 · cercle noir sur case blanche b1 · Fou blanc sur case noire c1 · cercle noir sur case blanche f1 | croix noire sur case noire b8 · croix noire sur case noire d8 · croix noire sur case noire a7 · croix noire sur case noire e7 · croix noire sur case noire f6 · croix noire sur case noire h6 · croix noire sur case noire g5 · cercle noir sur case blanche a4 · croix noire sur case noire f4 · cercle noir sur case blanche g4 · croix noire sur case noire h4 · croix noire sur case noire a3 · cercle noir sur case blanche b3 · croix noire sur case noire e3 · cercle noir sur case blanche f3 · croix noire sur case noire b2 · croix noire sur case noire d2 · Cavalier noir sur case noire h2 · cercle noir sur case blanche b1 · Fou blanc sur case noire c1 · cercle noir sur case blanche f1 | croix noire sur case noire b8 · croix noire sur case noire d8 · croix noire sur case noire a7 · croix noire sur case noire e7 · croix noire sur case noire f6 · croix noire sur case noire h6 · croix noire sur case noire g5 · cercle noir sur case blanche a4 · croix noire sur case noire f4 · cercle noir sur case blanche g4 · croix noire sur case noire h4 · croix noire sur case noire a3 · cercle noir sur case blanche b3 · croix noire sur case noire e3 · cercle noir sur case blanche f3 · croix noire sur case noire b2 · croix noire sur case noire d2 · Cavalier noir sur case noire h2 · cercle noir sur case blanche b1 · Fou blanc sur case noire c1 · cercle noir sur case blanche f1 | croix noire sur case noire b8 · croix noire sur case noire d8 · croix noire sur case noire a7 · croix noire sur case noire e7 · croix noire sur case noire f6 · croix noire sur case noire h6 · croix noire sur case noire g5 · cercle noir sur case blanche a4 · croix noire sur case noire f4 · cercle noir sur case blanche g4 · croix noire sur case noire h4 · croix noire sur case noire a3 · cercle noir sur case blanche b3 · croix noire sur case noire e3 · cercle noir sur case blanche f3 · croix noire sur case noire b2 · croix noire sur case noire d2 · Cavalier noir sur case noire h2 · cercle noir sur case blanche b1 · Fou blanc sur case noire c1 · cercle noir sur case blanche f1 | croix noire sur case noire b8 · croix noire sur case noire d8 · croix noire sur case noire a7 · croix noire sur case noire e7 · croix noire sur case noire f6 · croix noire sur case noire h6 · croix noire sur case noire g5 · cercle noir sur case blanche a4 · croix noire sur case noire f4 · cercle noir sur case blanche g4 · croix noire sur case noire h4 · croix noire sur case noire a3 · cercle noir sur case blanche b3 · croix noire sur case noire e3 · cercle noir sur case blanche f3 · croix noire sur case noire b2 · croix noire sur case noire d2 · Cavalier noir sur case noire h2 · cercle noir sur case blanche b1 · Fou blanc sur case noire c1 · cercle noir sur case blanche f1 | croix noire sur case noire b8 · croix noire sur case noire d8 · croix noire sur case noire a7 · croix noire sur case noire e7 · croix noire sur case noire f6 · croix noire sur case noire h6 · croix noire sur case noire g5 · cercle noir sur case blanche a4 · croix noire sur case noire f4 · cercle noir sur case blanche g4 · croix noire sur case noire h4 · croix noire sur case noire a3 · cercle noir sur case blanche b3 · croix noire sur case noire e3 · cercle noir sur case blanche f3 · croix noire sur case noire b2 · croix noire sur case noire d2 · Cavalier noir sur case noire h2 · cercle noir sur case blanche b1 · Fou blanc sur case noire c1 · cercle noir sur case blanche f1 | 5 |
| 4 | croix noire sur case noire b8 · croix noire sur case noire d8 · croix noire sur case noire a7 · croix noire sur case noire e7 · croix noire sur case noire f6 · croix noire sur case noire h6 · croix noire sur case noire g5 · cercle noir sur case blanche a4 · croix noire sur case noire f4 · cercle noir sur case blanche g4 · croix noire sur case noire h4 · croix noire sur case noire a3 · cercle noir sur case blanche b3 · croix noire sur case noire e3 · cercle noir sur case blanche f3 · croix noire sur case noire b2 · croix noire sur case noire d2 · Cavalier noir sur case noire h2 · cercle noir sur case blanche b1 · Fou blanc sur case noire c1 · cercle noir sur case blanche f1 | croix noire sur case noire b8 · croix noire sur case noire d8 · croix noire sur case noire a7 · croix noire sur case noire e7 · croix noire sur case noire f6 · croix noire sur case noire h6 · croix noire sur case noire g5 · cercle noir sur case blanche a4 · croix noire sur case noire f4 · cercle noir sur case blanche g4 · croix noire sur case noire h4 · croix noire sur case noire a3 · cercle noir sur case blanche b3 · croix noire sur case noire e3 · cercle noir sur case blanche f3 · croix noire sur case noire b2 · croix noire sur case noire d2 · Cavalier noir sur case noire h2 · cercle noir sur case blanche b1 · Fou blanc sur case noire c1 · cercle noir sur case blanche f1 | croix noire sur case noire b8 · croix noire sur case noire d8 · croix noire sur case noire a7 · croix noire sur case noire e7 · croix noire sur case noire f6 · croix noire sur case noire h6 · croix noire sur case noire g5 · cercle noir sur case blanche a4 · croix noire sur case noire f4 · cercle noir sur case blanche g4 · croix noire sur case noire h4 · croix noire sur case noire a3 · cercle noir sur case blanche b3 · croix noire sur case noire e3 · cercle noir sur case blanche f3 · croix noire sur case noire b2 · croix noire sur case noire d2 · Cavalier noir sur case noire h2 · cercle noir sur case blanche b1 · Fou blanc sur case noire c1 · cercle noir sur case blanche f1 | croix noire sur case noire b8 · croix noire sur case noire d8 · croix noire sur case noire a7 · croix noire sur case noire e7 · croix noire sur case noire f6 · croix noire sur case noire h6 · croix noire sur case noire g5 · cercle noir sur case blanche a4 · croix noire sur case noire f4 · cercle noir sur case blanche g4 · croix noire sur case noire h4 · croix noire sur case noire a3 · cercle noir sur case blanche b3 · croix noire sur case noire e3 · cercle noir sur case blanche f3 · croix noire sur case noire b2 · croix noire sur case noire d2 · Cavalier noir sur case noire h2 · cercle noir sur case blanche b1 · Fou blanc sur case noire c1 · cercle noir sur case blanche f1 | croix noire sur case noire b8 · croix noire sur case noire d8 · croix noire sur case noire a7 · croix noire sur case noire e7 · croix noire sur case noire f6 · croix noire sur case noire h6 · croix noire sur case noire g5 · cercle noir sur case blanche a4 · croix noire sur case noire f4 · cercle noir sur case blanche g4 · croix noire sur case noire h4 · croix noire sur case noire a3 · cercle noir sur case blanche b3 · croix noire sur case noire e3 · cercle noir sur case blanche f3 · croix noire sur case noire b2 · croix noire sur case noire d2 · Cavalier noir sur case noire h2 · cercle noir sur case blanche b1 · Fou blanc sur case noire c1 · cercle noir sur case blanche f1 | croix noire sur case noire b8 · croix noire sur case noire d8 · croix noire sur case noire a7 · croix noire sur case noire e7 · croix noire sur case noire f6 · croix noire sur case noire h6 · croix noire sur case noire g5 · cercle noir sur case blanche a4 · croix noire sur case noire f4 · cercle noir sur case blanche g4 · croix noire sur case noire h4 · croix noire sur case noire a3 · cercle noir sur case blanche b3 · croix noire sur case noire e3 · cercle noir sur case blanche f3 · croix noire sur case noire b2 · croix noire sur case noire d2 · Cavalier noir sur case noire h2 · cercle noir sur case blanche b1 · Fou blanc sur case noire c1 · cercle noir sur case blanche f1 | croix noire sur case noire b8 · croix noire sur case noire d8 · croix noire sur case noire a7 · croix noire sur case noire e7 · croix noire sur case noire f6 · croix noire sur case noire h6 · croix noire sur case noire g5 · cercle noir sur case blanche a4 · croix noire sur case noire f4 · cercle noir sur case blanche g4 · croix noire sur case noire h4 · croix noire sur case noire a3 · cercle noir sur case blanche b3 · croix noire sur case noire e3 · cercle noir sur case blanche f3 · croix noire sur case noire b2 · croix noire sur case noire d2 · Cavalier noir sur case noire h2 · cercle noir sur case blanche b1 · Fou blanc sur case noire c1 · cercle noir sur case blanche f1 | croix noire sur case noire b8 · croix noire sur case noire d8 · croix noire sur case noire a7 · croix noire sur case noire e7 · croix noire sur case noire f6 · croix noire sur case noire h6 · croix noire sur case noire g5 · cercle noir sur case blanche a4 · croix noire sur case noire f4 · cercle noir sur case blanche g4 · croix noire sur case noire h4 · croix noire sur case noire a3 · cercle noir sur case blanche b3 · croix noire sur case noire e3 · cercle noir sur case blanche f3 · croix noire sur case noire b2 · croix noire sur case noire d2 · Cavalier noir sur case noire h2 · cercle noir sur case blanche b1 · Fou blanc sur case noire c1 · cercle noir sur case blanche f1 | 4 |
| 3 | croix noire sur case noire b8 · croix noire sur case noire d8 · croix noire sur case noire a7 · croix noire sur case noire e7 · croix noire sur case noire f6 · croix noire sur case noire h6 · croix noire sur case noire g5 · cercle noir sur case blanche a4 · croix noire sur case noire f4 · cercle noir sur case blanche g4 · croix noire sur case noire h4 · croix noire sur case noire a3 · cercle noir sur case blanche b3 · croix noire sur case noire e3 · cercle noir sur case blanche f3 · croix noire sur case noire b2 · croix noire sur case noire d2 · Cavalier noir sur case noire h2 · cercle noir sur case blanche b1 · Fou blanc sur case noire c1 · cercle noir sur case blanche f1 | croix noire sur case noire b8 · croix noire sur case noire d8 · croix noire sur case noire a7 · croix noire sur case noire e7 · croix noire sur case noire f6 · croix noire sur case noire h6 · croix noire sur case noire g5 · cercle noir sur case blanche a4 · croix noire sur case noire f4 · cercle noir sur case blanche g4 · croix noire sur case noire h4 · croix noire sur case noire a3 · cercle noir sur case blanche b3 · croix noire sur case noire e3 · cercle noir sur case blanche f3 · croix noire sur case noire b2 · croix noire sur case noire d2 · Cavalier noir sur case noire h2 · cercle noir sur case blanche b1 · Fou blanc sur case noire c1 · cercle noir sur case blanche f1 | croix noire sur case noire b8 · croix noire sur case noire d8 · croix noire sur case noire a7 · croix noire sur case noire e7 · croix noire sur case noire f6 · croix noire sur case noire h6 · croix noire sur case noire g5 · cercle noir sur case blanche a4 · croix noire sur case noire f4 · cercle noir sur case blanche g4 · croix noire sur case noire h4 · croix noire sur case noire a3 · cercle noir sur case blanche b3 · croix noire sur case noire e3 · cercle noir sur case blanche f3 · croix noire sur case noire b2 · croix noire sur case noire d2 · Cavalier noir sur case noire h2 · cercle noir sur case blanche b1 · Fou blanc sur case noire c1 · cercle noir sur case blanche f1 | croix noire sur case noire b8 · croix noire sur case noire d8 · croix noire sur case noire a7 · croix noire sur case noire e7 · croix noire sur case noire f6 · croix noire sur case noire h6 · croix noire sur case noire g5 · cercle noir sur case blanche a4 · croix noire sur case noire f4 · cercle noir sur case blanche g4 · croix noire sur case noire h4 · croix noire sur case noire a3 · cercle noir sur case blanche b3 · croix noire sur case noire e3 · cercle noir sur case blanche f3 · croix noire sur case noire b2 · croix noire sur case noire d2 · Cavalier noir sur case noire h2 · cercle noir sur case blanche b1 · Fou blanc sur case noire c1 · cercle noir sur case blanche f1 | croix noire sur case noire b8 · croix noire sur case noire d8 · croix noire sur case noire a7 · croix noire sur case noire e7 · croix noire sur case noire f6 · croix noire sur case noire h6 · croix noire sur case noire g5 · cercle noir sur case blanche a4 · croix noire sur case noire f4 · cercle noir sur case blanche g4 · croix noire sur case noire h4 · croix noire sur case noire a3 · cercle noir sur case blanche b3 · croix noire sur case noire e3 · cercle noir sur case blanche f3 · croix noire sur case noire b2 · croix noire sur case noire d2 · Cavalier noir sur case noire h2 · cercle noir sur case blanche b1 · Fou blanc sur case noire c1 · cercle noir sur case blanche f1 | croix noire sur case noire b8 · croix noire sur case noire d8 · croix noire sur case noire a7 · croix noire sur case noire e7 · croix noire sur case noire f6 · croix noire sur case noire h6 · croix noire sur case noire g5 · cercle noir sur case blanche a4 · croix noire sur case noire f4 · cercle noir sur case blanche g4 · croix noire sur case noire h4 · croix noire sur case noire a3 · cercle noir sur case blanche b3 · croix noire sur case noire e3 · cercle noir sur case blanche f3 · croix noire sur case noire b2 · croix noire sur case noire d2 · Cavalier noir sur case noire h2 · cercle noir sur case blanche b1 · Fou blanc sur case noire c1 · cercle noir sur case blanche f1 | croix noire sur case noire b8 · croix noire sur case noire d8 · croix noire sur case noire a7 · croix noire sur case noire e7 · croix noire sur case noire f6 · croix noire sur case noire h6 · croix noire sur case noire g5 · cercle noir sur case blanche a4 · croix noire sur case noire f4 · cercle noir sur case blanche g4 · croix noire sur case noire h4 · croix noire sur case noire a3 · cercle noir sur case blanche b3 · croix noire sur case noire e3 · cercle noir sur case blanche f3 · croix noire sur case noire b2 · croix noire sur case noire d2 · Cavalier noir sur case noire h2 · cercle noir sur case blanche b1 · Fou blanc sur case noire c1 · cercle noir sur case blanche f1 | croix noire sur case noire b8 · croix noire sur case noire d8 · croix noire sur case noire a7 · croix noire sur case noire e7 · croix noire sur case noire f6 · croix noire sur case noire h6 · croix noire sur case noire g5 · cercle noir sur case blanche a4 · croix noire sur case noire f4 · cercle noir sur case blanche g4 · croix noire sur case noire h4 · croix noire sur case noire a3 · cercle noir sur case blanche b3 · croix noire sur case noire e3 · cercle noir sur case blanche f3 · croix noire sur case noire b2 · croix noire sur case noire d2 · Cavalier noir sur case noire h2 · cercle noir sur case blanche b1 · Fou blanc sur case noire c1 · cercle noir sur case blanche f1 | 3 |
| 2 | croix noire sur case noire b8 · croix noire sur case noire d8 · croix noire sur case noire a7 · croix noire sur case noire e7 · croix noire sur case noire f6 · croix noire sur case noire h6 · croix noire sur case noire g5 · cercle noir sur case blanche a4 · croix noire sur case noire f4 · cercle noir sur case blanche g4 · croix noire sur case noire h4 · croix noire sur case noire a3 · cercle noir sur case blanche b3 · croix noire sur case noire e3 · cercle noir sur case blanche f3 · croix noire sur case noire b2 · croix noire sur case noire d2 · Cavalier noir sur case noire h2 · cercle noir sur case blanche b1 · Fou blanc sur case noire c1 · cercle noir sur case blanche f1 | croix noire sur case noire b8 · croix noire sur case noire d8 · croix noire sur case noire a7 · croix noire sur case noire e7 · croix noire sur case noire f6 · croix noire sur case noire h6 · croix noire sur case noire g5 · cercle noir sur case blanche a4 · croix noire sur case noire f4 · cercle noir sur case blanche g4 · croix noire sur case noire h4 · croix noire sur case noire a3 · cercle noir sur case blanche b3 · croix noire sur case noire e3 · cercle noir sur case blanche f3 · croix noire sur case noire b2 · croix noire sur case noire d2 · Cavalier noir sur case noire h2 · cercle noir sur case blanche b1 · Fou blanc sur case noire c1 · cercle noir sur case blanche f1 | croix noire sur case noire b8 · croix noire sur case noire d8 · croix noire sur case noire a7 · croix noire sur case noire e7 · croix noire sur case noire f6 · croix noire sur case noire h6 · croix noire sur case noire g5 · cercle noir sur case blanche a4 · croix noire sur case noire f4 · cercle noir sur case blanche g4 · croix noire sur case noire h4 · croix noire sur case noire a3 · cercle noir sur case blanche b3 · croix noire sur case noire e3 · cercle noir sur case blanche f3 · croix noire sur case noire b2 · croix noire sur case noire d2 · Cavalier noir sur case noire h2 · cercle noir sur case blanche b1 · Fou blanc sur case noire c1 · cercle noir sur case blanche f1 | croix noire sur case noire b8 · croix noire sur case noire d8 · croix noire sur case noire a7 · croix noire sur case noire e7 · croix noire sur case noire f6 · croix noire sur case noire h6 · croix noire sur case noire g5 · cercle noir sur case blanche a4 · croix noire sur case noire f4 · cercle noir sur case blanche g4 · croix noire sur case noire h4 · croix noire sur case noire a3 · cercle noir sur case blanche b3 · croix noire sur case noire e3 · cercle noir sur case blanche f3 · croix noire sur case noire b2 · croix noire sur case noire d2 · Cavalier noir sur case noire h2 · cercle noir sur case blanche b1 · Fou blanc sur case noire c1 · cercle noir sur case blanche f1 | croix noire sur case noire b8 · croix noire sur case noire d8 · croix noire sur case noire a7 · croix noire sur case noire e7 · croix noire sur case noire f6 · croix noire sur case noire h6 · croix noire sur case noire g5 · cercle noir sur case blanche a4 · croix noire sur case noire f4 · cercle noir sur case blanche g4 · croix noire sur case noire h4 · croix noire sur case noire a3 · cercle noir sur case blanche b3 · croix noire sur case noire e3 · cercle noir sur case blanche f3 · croix noire sur case noire b2 · croix noire sur case noire d2 · Cavalier noir sur case noire h2 · cercle noir sur case blanche b1 · Fou blanc sur case noire c1 · cercle noir sur case blanche f1 | croix noire sur case noire b8 · croix noire sur case noire d8 · croix noire sur case noire a7 · croix noire sur case noire e7 · croix noire sur case noire f6 · croix noire sur case noire h6 · croix noire sur case noire g5 · cercle noir sur case blanche a4 · croix noire sur case noire f4 · cercle noir sur case blanche g4 · croix noire sur case noire h4 · croix noire sur case noire a3 · cercle noir sur case blanche b3 · croix noire sur case noire e3 · cercle noir sur case blanche f3 · croix noire sur case noire b2 · croix noire sur case noire d2 · Cavalier noir sur case noire h2 · cercle noir sur case blanche b1 · Fou blanc sur case noire c1 · cercle noir sur case blanche f1 | croix noire sur case noire b8 · croix noire sur case noire d8 · croix noire sur case noire a7 · croix noire sur case noire e7 · croix noire sur case noire f6 · croix noire sur case noire h6 · croix noire sur case noire g5 · cercle noir sur case blanche a4 · croix noire sur case noire f4 · cercle noir sur case blanche g4 · croix noire sur case noire h4 · croix noire sur case noire a3 · cercle noir sur case blanche b3 · croix noire sur case noire e3 · cercle noir sur case blanche f3 · croix noire sur case noire b2 · croix noire sur case noire d2 · Cavalier noir sur case noire h2 · cercle noir sur case blanche b1 · Fou blanc sur case noire c1 · cercle noir sur case blanche f1 | croix noire sur case noire b8 · croix noire sur case noire d8 · croix noire sur case noire a7 · croix noire sur case noire e7 · croix noire sur case noire f6 · croix noire sur case noire h6 · croix noire sur case noire g5 · cercle noir sur case blanche a4 · croix noire sur case noire f4 · cercle noir sur case blanche g4 · croix noire sur case noire h4 · croix noire sur case noire a3 · cercle noir sur case blanche b3 · croix noire sur case noire e3 · cercle noir sur case blanche f3 · croix noire sur case noire b2 · croix noire sur case noire d2 · Cavalier noir sur case noire h2 · cercle noir sur case blanche b1 · Fou blanc sur case noire c1 · cercle noir sur case blanche f1 | 2 |
| 1 | croix noire sur case noire b8 · croix noire sur case noire d8 · croix noire sur case noire a7 · croix noire sur case noire e7 · croix noire sur case noire f6 · croix noire sur case noire h6 · croix noire sur case noire g5 · cercle noir sur case blanche a4 · croix noire sur case noire f4 · cercle noir sur case blanche g4 · croix noire sur case noire h4 · croix noire sur case noire a3 · cercle noir sur case blanche b3 · croix noire sur case noire e3 · cercle noir sur case blanche f3 · croix noire sur case noire b2 · croix noire sur case noire d2 · Cavalier noir sur case noire h2 · cercle noir sur case blanche b1 · Fou blanc sur case noire c1 · cercle noir sur case blanche f1 | croix noire sur case noire b8 · croix noire sur case noire d8 · croix noire sur case noire a7 · croix noire sur case noire e7 · croix noire sur case noire f6 · croix noire sur case noire h6 · croix noire sur case noire g5 · cercle noir sur case blanche a4 · croix noire sur case noire f4 · cercle noir sur case blanche g4 · croix noire sur case noire h4 · croix noire sur case noire a3 · cercle noir sur case blanche b3 · croix noire sur case noire e3 · cercle noir sur case blanche f3 · croix noire sur case noire b2 · croix noire sur case noire d2 · Cavalier noir sur case noire h2 · cercle noir sur case blanche b1 · Fou blanc sur case noire c1 · cercle noir sur case blanche f1 | croix noire sur case noire b8 · croix noire sur case noire d8 · croix noire sur case noire a7 · croix noire sur case noire e7 · croix noire sur case noire f6 · croix noire sur case noire h6 · croix noire sur case noire g5 · cercle noir sur case blanche a4 · croix noire sur case noire f4 · cercle noir sur case blanche g4 · croix noire sur case noire h4 · croix noire sur case noire a3 · cercle noir sur case blanche b3 · croix noire sur case noire e3 · cercle noir sur case blanche f3 · croix noire sur case noire b2 · croix noire sur case noire d2 · Cavalier noir sur case noire h2 · cercle noir sur case blanche b1 · Fou blanc sur case noire c1 · cercle noir sur case blanche f1 | croix noire sur case noire b8 · croix noire sur case noire d8 · croix noire sur case noire a7 · croix noire sur case noire e7 · croix noire sur case noire f6 · croix noire sur case noire h6 · croix noire sur case noire g5 · cercle noir sur case blanche a4 · croix noire sur case noire f4 · cercle noir sur case blanche g4 · croix noire sur case noire h4 · croix noire sur case noire a3 · cercle noir sur case blanche b3 · croix noire sur case noire e3 · cercle noir sur case blanche f3 · croix noire sur case noire b2 · croix noire sur case noire d2 · Cavalier noir sur case noire h2 · cercle noir sur case blanche b1 · Fou blanc sur case noire c1 · cercle noir sur case blanche f1 | croix noire sur case noire b8 · croix noire sur case noire d8 · croix noire sur case noire a7 · croix noire sur case noire e7 · croix noire sur case noire f6 · croix noire sur case noire h6 · croix noire sur case noire g5 · cercle noir sur case blanche a4 · croix noire sur case noire f4 · cercle noir sur case blanche g4 · croix noire sur case noire h4 · croix noire sur case noire a3 · cercle noir sur case blanche b3 · croix noire sur case noire e3 · cercle noir sur case blanche f3 · croix noire sur case noire b2 · croix noire sur case noire d2 · Cavalier noir sur case noire h2 · cercle noir sur case blanche b1 · Fou blanc sur case noire c1 · cercle noir sur case blanche f1 | croix noire sur case noire b8 · croix noire sur case noire d8 · croix noire sur case noire a7 · croix noire sur case noire e7 · croix noire sur case noire f6 · croix noire sur case noire h6 · croix noire sur case noire g5 · cercle noir sur case blanche a4 · croix noire sur case noire f4 · cercle noir sur case blanche g4 · croix noire sur case noire h4 · croix noire sur case noire a3 · cercle noir sur case blanche b3 · croix noire sur case noire e3 · cercle noir sur case blanche f3 · croix noire sur case noire b2 · croix noire sur case noire d2 · Cavalier noir sur case noire h2 · cercle noir sur case blanche b1 · Fou blanc sur case noire c1 · cercle noir sur case blanche f1 | croix noire sur case noire b8 · croix noire sur case noire d8 · croix noire sur case noire a7 · croix noire sur case noire e7 · croix noire sur case noire f6 · croix noire sur case noire h6 · croix noire sur case noire g5 · cercle noir sur case blanche a4 · croix noire sur case noire f4 · cercle noir sur case blanche g4 · croix noire sur case noire h4 · croix noire sur case noire a3 · cercle noir sur case blanche b3 · croix noire sur case noire e3 · cercle noir sur case blanche f3 · croix noire sur case noire b2 · croix noire sur case noire d2 · Cavalier noir sur case noire h2 · cercle noir sur case blanche b1 · Fou blanc sur case noire c1 · cercle noir sur case blanche f1 | croix noire sur case noire b8 · croix noire sur case noire d8 · croix noire sur case noire a7 · croix noire sur case noire e7 · croix noire sur case noire f6 · croix noire sur case noire h6 · croix noire sur case noire g5 · cercle noir sur case blanche a4 · croix noire sur case noire f4 · cercle noir sur case blanche g4 · croix noire sur case noire h4 · croix noire sur case noire a3 · cercle noir sur case blanche b3 · croix noire sur case noire e3 · cercle noir sur case blanche f3 · croix noire sur case noire b2 · croix noire sur case noire d2 · Cavalier noir sur case noire h2 · cercle noir sur case blanche b1 · Fou blanc sur case noire c1 · cercle noir sur case blanche f1 | 1 |
|   | a | b | c | d | e | f | g | h |   |

|   | a | b | c | d | e | f | g | h |   |
| 8 | Pion noir sur case blanche c6 · Tour blanche sur case noire h6 · Roi noir sur case blanche b5 · Pion noir sur case noire c5 · Tour blanche sur case noire h4 · Roi blanc sur case noire a3 | Pion noir sur case blanche c6 · Tour blanche sur case noire h6 · Roi noir sur case blanche b5 · Pion noir sur case noire c5 · Tour blanche sur case noire h4 · Roi blanc sur case noire a3 | Pion noir sur case blanche c6 · Tour blanche sur case noire h6 · Roi noir sur case blanche b5 · Pion noir sur case noire c5 · Tour blanche sur case noire h4 · Roi blanc sur case noire a3 | Pion noir sur case blanche c6 · Tour blanche sur case noire h6 · Roi noir sur case blanche b5 · Pion noir sur case noire c5 · Tour blanche sur case noire h4 · Roi blanc sur case noire a3 | Pion noir sur case blanche c6 · Tour blanche sur case noire h6 · Roi noir sur case blanche b5 · Pion noir sur case noire c5 · Tour blanche sur case noire h4 · Roi blanc sur case noire a3 | Pion noir sur case blanche c6 · Tour blanche sur case noire h6 · Roi noir sur case blanche b5 · Pion noir sur case noire c5 · Tour blanche sur case noire h4 · Roi blanc sur case noire a3 | Pion noir sur case blanche c6 · Tour blanche sur case noire h6 · Roi noir sur case blanche b5 · Pion noir sur case noire c5 · Tour blanche sur case noire h4 · Roi blanc sur case noire a3 | Pion noir sur case blanche c6 · Tour blanche sur case noire h6 · Roi noir sur case blanche b5 · Pion noir sur case noire c5 · Tour blanche sur case noire h4 · Roi blanc sur case noire a3 | 8 |
| 7 | Pion noir sur case blanche c6 · Tour blanche sur case noire h6 · Roi noir sur case blanche b5 · Pion noir sur case noire c5 · Tour blanche sur case noire h4 · Roi blanc sur case noire a3 | Pion noir sur case blanche c6 · Tour blanche sur case noire h6 · Roi noir sur case blanche b5 · Pion noir sur case noire c5 · Tour blanche sur case noire h4 · Roi blanc sur case noire a3 | Pion noir sur case blanche c6 · Tour blanche sur case noire h6 · Roi noir sur case blanche b5 · Pion noir sur case noire c5 · Tour blanche sur case noire h4 · Roi blanc sur case noire a3 | Pion noir sur case blanche c6 · Tour blanche sur case noire h6 · Roi noir sur case blanche b5 · Pion noir sur case noire c5 · Tour blanche sur case noire h4 · Roi blanc sur case noire a3 | Pion noir sur case blanche c6 · Tour blanche sur case noire h6 · Roi noir sur case blanche b5 · Pion noir sur case noire c5 · Tour blanche sur case noire h4 · Roi blanc sur case noire a3 | Pion noir sur case blanche c6 · Tour blanche sur case noire h6 · Roi noir sur case blanche b5 · Pion noir sur case noire c5 · Tour blanche sur case noire h4 · Roi blanc sur case noire a3 | Pion noir sur case blanche c6 · Tour blanche sur case noire h6 · Roi noir sur case blanche b5 · Pion noir sur case noire c5 · Tour blanche sur case noire h4 · Roi blanc sur case noire a3 | Pion noir sur case blanche c6 · Tour blanche sur case noire h6 · Roi noir sur case blanche b5 · Pion noir sur case noire c5 · Tour blanche sur case noire h4 · Roi blanc sur case noire a3 | 7 |
| 6 | Pion noir sur case blanche c6 · Tour blanche sur case noire h6 · Roi noir sur case blanche b5 · Pion noir sur case noire c5 · Tour blanche sur case noire h4 · Roi blanc sur case noire a3 | Pion noir sur case blanche c6 · Tour blanche sur case noire h6 · Roi noir sur case blanche b5 · Pion noir sur case noire c5 · Tour blanche sur case noire h4 · Roi blanc sur case noire a3 | Pion noir sur case blanche c6 · Tour blanche sur case noire h6 · Roi noir sur case blanche b5 · Pion noir sur case noire c5 · Tour blanche sur case noire h4 · Roi blanc sur case noire a3 | Pion noir sur case blanche c6 · Tour blanche sur case noire h6 · Roi noir sur case blanche b5 · Pion noir sur case noire c5 · Tour blanche sur case noire h4 · Roi blanc sur case noire a3 | Pion noir sur case blanche c6 · Tour blanche sur case noire h6 · Roi noir sur case blanche b5 · Pion noir sur case noire c5 · Tour blanche sur case noire h4 · Roi blanc sur case noire a3 | Pion noir sur case blanche c6 · Tour blanche sur case noire h6 · Roi noir sur case blanche b5 · Pion noir sur case noire c5 · Tour blanche sur case noire h4 · Roi blanc sur case noire a3 | Pion noir sur case blanche c6 · Tour blanche sur case noire h6 · Roi noir sur case blanche b5 · Pion noir sur case noire c5 · Tour blanche sur case noire h4 · Roi blanc sur case noire a3 | Pion noir sur case blanche c6 · Tour blanche sur case noire h6 · Roi noir sur case blanche b5 · Pion noir sur case noire c5 · Tour blanche sur case noire h4 · Roi blanc sur case noire a3 | 6 |
| 5 | Pion noir sur case blanche c6 · Tour blanche sur case noire h6 · Roi noir sur case blanche b5 · Pion noir sur case noire c5 · Tour blanche sur case noire h4 · Roi blanc sur case noire a3 | Pion noir sur case blanche c6 · Tour blanche sur case noire h6 · Roi noir sur case blanche b5 · Pion noir sur case noire c5 · Tour blanche sur case noire h4 · Roi blanc sur case noire a3 | Pion noir sur case blanche c6 · Tour blanche sur case noire h6 · Roi noir sur case blanche b5 · Pion noir sur case noire c5 · Tour blanche sur case noire h4 · Roi blanc sur case noire a3 | Pion noir sur case blanche c6 · Tour blanche sur case noire h6 · Roi noir sur case blanche b5 · Pion noir sur case noire c5 · Tour blanche sur case noire h4 · Roi blanc sur case noire a3 | Pion noir sur case blanche c6 · Tour blanche sur case noire h6 · Roi noir sur case blanche b5 · Pion noir sur case noire c5 · Tour blanche sur case noire h4 · Roi blanc sur case noire a3 | Pion noir sur case blanche c6 · Tour blanche sur case noire h6 · Roi noir sur case blanche b5 · Pion noir sur case noire c5 · Tour blanche sur case noire h4 · Roi blanc sur case noire a3 | Pion noir sur case blanche c6 · Tour blanche sur case noire h6 · Roi noir sur case blanche b5 · Pion noir sur case noire c5 · Tour blanche sur case noire h4 · Roi blanc sur case noire a3 | Pion noir sur case blanche c6 · Tour blanche sur case noire h6 · Roi noir sur case blanche b5 · Pion noir sur case noire c5 · Tour blanche sur case noire h4 · Roi blanc sur case noire a3 | 5 |
| 4 | Pion noir sur case blanche c6 · Tour blanche sur case noire h6 · Roi noir sur case blanche b5 · Pion noir sur case noire c5 · Tour blanche sur case noire h4 · Roi blanc sur case noire a3 | Pion noir sur case blanche c6 · Tour blanche sur case noire h6 · Roi noir sur case blanche b5 · Pion noir sur case noire c5 · Tour blanche sur case noire h4 · Roi blanc sur case noire a3 | Pion noir sur case blanche c6 · Tour blanche sur case noire h6 · Roi noir sur case blanche b5 · Pion noir sur case noire c5 · Tour blanche sur case noire h4 · Roi blanc sur case noire a3 | Pion noir sur case blanche c6 · Tour blanche sur case noire h6 · Roi noir sur case blanche b5 · Pion noir sur case noire c5 · Tour blanche sur case noire h4 · Roi blanc sur case noire a3 | Pion noir sur case blanche c6 · Tour blanche sur case noire h6 · Roi noir sur case blanche b5 · Pion noir sur case noire c5 · Tour blanche sur case noire h4 · Roi blanc sur case noire a3 | Pion noir sur case blanche c6 · Tour blanche sur case noire h6 · Roi noir sur case blanche b5 · Pion noir sur case noire c5 · Tour blanche sur case noire h4 · Roi blanc sur case noire a3 | Pion noir sur case blanche c6 · Tour blanche sur case noire h6 · Roi noir sur case blanche b5 · Pion noir sur case noire c5 · Tour blanche sur case noire h4 · Roi blanc sur case noire a3 | Pion noir sur case blanche c6 · Tour blanche sur case noire h6 · Roi noir sur case blanche b5 · Pion noir sur case noire c5 · Tour blanche sur case noire h4 · Roi blanc sur case noire a3 | 4 |
| 3 | Pion noir sur case blanche c6 · Tour blanche sur case noire h6 · Roi noir sur case blanche b5 · Pion noir sur case noire c5 · Tour blanche sur case noire h4 · Roi blanc sur case noire a3 | Pion noir sur case blanche c6 · Tour blanche sur case noire h6 · Roi noir sur case blanche b5 · Pion noir sur case noire c5 · Tour blanche sur case noire h4 · Roi blanc sur case noire a3 | Pion noir sur case blanche c6 · Tour blanche sur case noire h6 · Roi noir sur case blanche b5 · Pion noir sur case noire c5 · Tour blanche sur case noire h4 · Roi blanc sur case noire a3 | Pion noir sur case blanche c6 · Tour blanche sur case noire h6 · Roi noir sur case blanche b5 · Pion noir sur case noire c5 · Tour blanche sur case noire h4 · Roi blanc sur case noire a3 | Pion noir sur case blanche c6 · Tour blanche sur case noire h6 · Roi noir sur case blanche b5 · Pion noir sur case noire c5 · Tour blanche sur case noire h4 · Roi blanc sur case noire a3 | Pion noir sur case blanche c6 · Tour blanche sur case noire h6 · Roi noir sur case blanche b5 · Pion noir sur case noire c5 · Tour blanche sur case noire h4 · Roi blanc sur case noire a3 | Pion noir sur case blanche c6 · Tour blanche sur case noire h6 · Roi noir sur case blanche b5 · Pion noir sur case noire c5 · Tour blanche sur case noire h4 · Roi blanc sur case noire a3 | Pion noir sur case blanche c6 · Tour blanche sur case noire h6 · Roi noir sur case blanche b5 · Pion noir sur case noire c5 · Tour blanche sur case noire h4 · Roi blanc sur case noire a3 | 3 |
| 2 | Pion noir sur case blanche c6 · Tour blanche sur case noire h6 · Roi noir sur case blanche b5 · Pion noir sur case noire c5 · Tour blanche sur case noire h4 · Roi blanc sur case noire a3 | Pion noir sur case blanche c6 · Tour blanche sur case noire h6 · Roi noir sur case blanche b5 · Pion noir sur case noire c5 · Tour blanche sur case noire h4 · Roi blanc sur case noire a3 | Pion noir sur case blanche c6 · Tour blanche sur case noire h6 · Roi noir sur case blanche b5 · Pion noir sur case noire c5 · Tour blanche sur case noire h4 · Roi blanc sur case noire a3 | Pion noir sur case blanche c6 · Tour blanche sur case noire h6 · Roi noir sur case blanche b5 · Pion noir sur case noire c5 · Tour blanche sur case noire h4 · Roi blanc sur case noire a3 | Pion noir sur case blanche c6 · Tour blanche sur case noire h6 · Roi noir sur case blanche b5 · Pion noir sur case noire c5 · Tour blanche sur case noire h4 · Roi blanc sur case noire a3 | Pion noir sur case blanche c6 · Tour blanche sur case noire h6 · Roi noir sur case blanche b5 · Pion noir sur case noire c5 · Tour blanche sur case noire h4 · Roi blanc sur case noire a3 | Pion noir sur case blanche c6 · Tour blanche sur case noire h6 · Roi noir sur case blanche b5 · Pion noir sur case noire c5 · Tour blanche sur case noire h4 · Roi blanc sur case noire a3 | Pion noir sur case blanche c6 · Tour blanche sur case noire h6 · Roi noir sur case blanche b5 · Pion noir sur case noire c5 · Tour blanche sur case noire h4 · Roi blanc sur case noire a3 | 2 |
| 1 | Pion noir sur case blanche c6 · Tour blanche sur case noire h6 · Roi noir sur case blanche b5 · Pion noir sur case noire c5 · Tour blanche sur case noire h4 · Roi blanc sur case noire a3 | Pion noir sur case blanche c6 · Tour blanche sur case noire h6 · Roi noir sur case blanche b5 · Pion noir sur case noire c5 · Tour blanche sur case noire h4 · Roi blanc sur case noire a3 | Pion noir sur case blanche c6 · Tour blanche sur case noire h6 · Roi noir sur case blanche b5 · Pion noir sur case noire c5 · Tour blanche sur case noire h4 · Roi blanc sur case noire a3 | Pion noir sur case blanche c6 · Tour blanche sur case noire h6 · Roi noir sur case blanche b5 · Pion noir sur case noire c5 · Tour blanche sur case noire h4 · Roi blanc sur case noire a3 | Pion noir sur case blanche c6 · Tour blanche sur case noire h6 · Roi noir sur case blanche b5 · Pion noir sur case noire c5 · Tour blanche sur case noire h4 · Roi blanc sur case noire a3 | Pion noir sur case blanche c6 · Tour blanche sur case noire h6 · Roi noir sur case blanche b5 · Pion noir sur case noire c5 · Tour blanche sur case noire h4 · Roi blanc sur case noire a3 | Pion noir sur case blanche c6 · Tour blanche sur case noire h6 · Roi noir sur case blanche b5 · Pion noir sur case noire c5 · Tour blanche sur case noire h4 · Roi blanc sur case noire a3 | Pion noir sur case blanche c6 · Tour blanche sur case noire h6 · Roi noir sur case blanche b5 · Pion noir sur case noire c5 · Tour blanche sur case noire h4 · Roi blanc sur case noire a3 | 1 |
|   | a | b | c | d | e | f | g | h |   |

Les règles classiques des échecs sont appliquées en supprimant certains bords. Ainsi pour les échecs cylindriques verticaux les colonnes a et h peuvent communiquer.
Par conséquent, sur un échiquier cylindrique vertical, il est légal de déplacer une tour de a3 à h3 même s'il y a une pièce en b3, étant donné que la tour peut se déplacer à gauche de a3. Un fou en c1 peut aller en h4, en bougeant de c1 à a3 puis de a3 à h4.
Dans certaines variantes le roque n'est pas autorisé tandis que dans d'autres le mouvement nul est permis (le déplacement d'une pièce jusqu'à sa case de départ).

## Échecs toriques
|   | a | b | c | d | e | f | g | h |   |
| 8 | cercle noir sur case blanche a8 · croix noire sur case noire b8 · croix noire sur case noire d8 · cercle noir sur case blanche g8 · croix noire sur case noire a7 · croix noire sur case noire e7 · croix noire sur case noire f6 · croix noire sur case noire h6 · croix noire sur case noire g5 · cercle noir sur case blanche a4 · croix noire sur case noire f4 · cercle noir sur case blanche g4 · croix noire sur case noire h4 · croix noire sur case noire a3 · cercle noir sur case blanche b3 · croix noire sur case noire e3 · cercle noir sur case blanche f3 · croix noire sur case noire b2 · croix noire sur case noire d2 · Cavalier noir sur case noire h2 · cercle noir sur case blanche b1 · Fou blanc sur case noire c1 · cercle noir sur case blanche f1 | cercle noir sur case blanche a8 · croix noire sur case noire b8 · croix noire sur case noire d8 · cercle noir sur case blanche g8 · croix noire sur case noire a7 · croix noire sur case noire e7 · croix noire sur case noire f6 · croix noire sur case noire h6 · croix noire sur case noire g5 · cercle noir sur case blanche a4 · croix noire sur case noire f4 · cercle noir sur case blanche g4 · croix noire sur case noire h4 · croix noire sur case noire a3 · cercle noir sur case blanche b3 · croix noire sur case noire e3 · cercle noir sur case blanche f3 · croix noire sur case noire b2 · croix noire sur case noire d2 · Cavalier noir sur case noire h2 · cercle noir sur case blanche b1 · Fou blanc sur case noire c1 · cercle noir sur case blanche f1 | cercle noir sur case blanche a8 · croix noire sur case noire b8 · croix noire sur case noire d8 · cercle noir sur case blanche g8 · croix noire sur case noire a7 · croix noire sur case noire e7 · croix noire sur case noire f6 · croix noire sur case noire h6 · croix noire sur case noire g5 · cercle noir sur case blanche a4 · croix noire sur case noire f4 · cercle noir sur case blanche g4 · croix noire sur case noire h4 · croix noire sur case noire a3 · cercle noir sur case blanche b3 · croix noire sur case noire e3 · cercle noir sur case blanche f3 · croix noire sur case noire b2 · croix noire sur case noire d2 · Cavalier noir sur case noire h2 · cercle noir sur case blanche b1 · Fou blanc sur case noire c1 · cercle noir sur case blanche f1 | cercle noir sur case blanche a8 · croix noire sur case noire b8 · croix noire sur case noire d8 · cercle noir sur case blanche g8 · croix noire sur case noire a7 · croix noire sur case noire e7 · croix noire sur case noire f6 · croix noire sur case noire h6 · croix noire sur case noire g5 · cercle noir sur case blanche a4 · croix noire sur case noire f4 · cercle noir sur case blanche g4 · croix noire sur case noire h4 · croix noire sur case noire a3 · cercle noir sur case blanche b3 · croix noire sur case noire e3 · cercle noir sur case blanche f3 · croix noire sur case noire b2 · croix noire sur case noire d2 · Cavalier noir sur case noire h2 · cercle noir sur case blanche b1 · Fou blanc sur case noire c1 · cercle noir sur case blanche f1 | cercle noir sur case blanche a8 · croix noire sur case noire b8 · croix noire sur case noire d8 · cercle noir sur case blanche g8 · croix noire sur case noire a7 · croix noire sur case noire e7 · croix noire sur case noire f6 · croix noire sur case noire h6 · croix noire sur case noire g5 · cercle noir sur case blanche a4 · croix noire sur case noire f4 · cercle noir sur case blanche g4 · croix noire sur case noire h4 · croix noire sur case noire a3 · cercle noir sur case blanche b3 · croix noire sur case noire e3 · cercle noir sur case blanche f3 · croix noire sur case noire b2 · croix noire sur case noire d2 · Cavalier noir sur case noire h2 · cercle noir sur case blanche b1 · Fou blanc sur case noire c1 · cercle noir sur case blanche f1 | cercle noir sur case blanche a8 · croix noire sur case noire b8 · croix noire sur case noire d8 · cercle noir sur case blanche g8 · croix noire sur case noire a7 · croix noire sur case noire e7 · croix noire sur case noire f6 · croix noire sur case noire h6 · croix noire sur case noire g5 · cercle noir sur case blanche a4 · croix noire sur case noire f4 · cercle noir sur case blanche g4 · croix noire sur case noire h4 · croix noire sur case noire a3 · cercle noir sur case blanche b3 · croix noire sur case noire e3 · cercle noir sur case blanche f3 · croix noire sur case noire b2 · croix noire sur case noire d2 · Cavalier noir sur case noire h2 · cercle noir sur case blanche b1 · Fou blanc sur case noire c1 · cercle noir sur case blanche f1 | cercle noir sur case blanche a8 · croix noire sur case noire b8 · croix noire sur case noire d8 · cercle noir sur case blanche g8 · croix noire sur case noire a7 · croix noire sur case noire e7 · croix noire sur case noire f6 · croix noire sur case noire h6 · croix noire sur case noire g5 · cercle noir sur case blanche a4 · croix noire sur case noire f4 · cercle noir sur case blanche g4 · croix noire sur case noire h4 · croix noire sur case noire a3 · cercle noir sur case blanche b3 · croix noire sur case noire e3 · cercle noir sur case blanche f3 · croix noire sur case noire b2 · croix noire sur case noire d2 · Cavalier noir sur case noire h2 · cercle noir sur case blanche b1 · Fou blanc sur case noire c1 · cercle noir sur case blanche f1 | cercle noir sur case blanche a8 · croix noire sur case noire b8 · croix noire sur case noire d8 · cercle noir sur case blanche g8 · croix noire sur case noire a7 · croix noire sur case noire e7 · croix noire sur case noire f6 · croix noire sur case noire h6 · croix noire sur case noire g5 · cercle noir sur case blanche a4 · croix noire sur case noire f4 · cercle noir sur case blanche g4 · croix noire sur case noire h4 · croix noire sur case noire a3 · cercle noir sur case blanche b3 · croix noire sur case noire e3 · cercle noir sur case blanche f3 · croix noire sur case noire b2 · croix noire sur case noire d2 · Cavalier noir sur case noire h2 · cercle noir sur case blanche b1 · Fou blanc sur case noire c1 · cercle noir sur case blanche f1 | 8 |
| 7 | cercle noir sur case blanche a8 · croix noire sur case noire b8 · croix noire sur case noire d8 · cercle noir sur case blanche g8 · croix noire sur case noire a7 · croix noire sur case noire e7 · croix noire sur case noire f6 · croix noire sur case noire h6 · croix noire sur case noire g5 · cercle noir sur case blanche a4 · croix noire sur case noire f4 · cercle noir sur case blanche g4 · croix noire sur case noire h4 · croix noire sur case noire a3 · cercle noir sur case blanche b3 · croix noire sur case noire e3 · cercle noir sur case blanche f3 · croix noire sur case noire b2 · croix noire sur case noire d2 · Cavalier noir sur case noire h2 · cercle noir sur case blanche b1 · Fou blanc sur case noire c1 · cercle noir sur case blanche f1 | cercle noir sur case blanche a8 · croix noire sur case noire b8 · croix noire sur case noire d8 · cercle noir sur case blanche g8 · croix noire sur case noire a7 · croix noire sur case noire e7 · croix noire sur case noire f6 · croix noire sur case noire h6 · croix noire sur case noire g5 · cercle noir sur case blanche a4 · croix noire sur case noire f4 · cercle noir sur case blanche g4 · croix noire sur case noire h4 · croix noire sur case noire a3 · cercle noir sur case blanche b3 · croix noire sur case noire e3 · cercle noir sur case blanche f3 · croix noire sur case noire b2 · croix noire sur case noire d2 · Cavalier noir sur case noire h2 · cercle noir sur case blanche b1 · Fou blanc sur case noire c1 · cercle noir sur case blanche f1 | cercle noir sur case blanche a8 · croix noire sur case noire b8 · croix noire sur case noire d8 · cercle noir sur case blanche g8 · croix noire sur case noire a7 · croix noire sur case noire e7 · croix noire sur case noire f6 · croix noire sur case noire h6 · croix noire sur case noire g5 · cercle noir sur case blanche a4 · croix noire sur case noire f4 · cercle noir sur case blanche g4 · croix noire sur case noire h4 · croix noire sur case noire a3 · cercle noir sur case blanche b3 · croix noire sur case noire e3 · cercle noir sur case blanche f3 · croix noire sur case noire b2 · croix noire sur case noire d2 · Cavalier noir sur case noire h2 · cercle noir sur case blanche b1 · Fou blanc sur case noire c1 · cercle noir sur case blanche f1 | cercle noir sur case blanche a8 · croix noire sur case noire b8 · croix noire sur case noire d8 · cercle noir sur case blanche g8 · croix noire sur case noire a7 · croix noire sur case noire e7 · croix noire sur case noire f6 · croix noire sur case noire h6 · croix noire sur case noire g5 · cercle noir sur case blanche a4 · croix noire sur case noire f4 · cercle noir sur case blanche g4 · croix noire sur case noire h4 · croix noire sur case noire a3 · cercle noir sur case blanche b3 · croix noire sur case noire e3 · cercle noir sur case blanche f3 · croix noire sur case noire b2 · croix noire sur case noire d2 · Cavalier noir sur case noire h2 · cercle noir sur case blanche b1 · Fou blanc sur case noire c1 · cercle noir sur case blanche f1 | cercle noir sur case blanche a8 · croix noire sur case noire b8 · croix noire sur case noire d8 · cercle noir sur case blanche g8 · croix noire sur case noire a7 · croix noire sur case noire e7 · croix noire sur case noire f6 · croix noire sur case noire h6 · croix noire sur case noire g5 · cercle noir sur case blanche a4 · croix noire sur case noire f4 · cercle noir sur case blanche g4 · croix noire sur case noire h4 · croix noire sur case noire a3 · cercle noir sur case blanche b3 · croix noire sur case noire e3 · cercle noir sur case blanche f3 · croix noire sur case noire b2 · croix noire sur case noire d2 · Cavalier noir sur case noire h2 · cercle noir sur case blanche b1 · Fou blanc sur case noire c1 · cercle noir sur case blanche f1 | cercle noir sur case blanche a8 · croix noire sur case noire b8 · croix noire sur case noire d8 · cercle noir sur case blanche g8 · croix noire sur case noire a7 · croix noire sur case noire e7 · croix noire sur case noire f6 · croix noire sur case noire h6 · croix noire sur case noire g5 · cercle noir sur case blanche a4 · croix noire sur case noire f4 · cercle noir sur case blanche g4 · croix noire sur case noire h4 · croix noire sur case noire a3 · cercle noir sur case blanche b3 · croix noire sur case noire e3 · cercle noir sur case blanche f3 · croix noire sur case noire b2 · croix noire sur case noire d2 · Cavalier noir sur case noire h2 · cercle noir sur case blanche b1 · Fou blanc sur case noire c1 · cercle noir sur case blanche f1 | cercle noir sur case blanche a8 · croix noire sur case noire b8 · croix noire sur case noire d8 · cercle noir sur case blanche g8 · croix noire sur case noire a7 · croix noire sur case noire e7 · croix noire sur case noire f6 · croix noire sur case noire h6 · croix noire sur case noire g5 · cercle noir sur case blanche a4 · croix noire sur case noire f4 · cercle noir sur case blanche g4 · croix noire sur case noire h4 · croix noire sur case noire a3 · cercle noir sur case blanche b3 · croix noire sur case noire e3 · cercle noir sur case blanche f3 · croix noire sur case noire b2 · croix noire sur case noire d2 · Cavalier noir sur case noire h2 · cercle noir sur case blanche b1 · Fou blanc sur case noire c1 · cercle noir sur case blanche f1 | cercle noir sur case blanche a8 · croix noire sur case noire b8 · croix noire sur case noire d8 · cercle noir sur case blanche g8 · croix noire sur case noire a7 · croix noire sur case noire e7 · croix noire sur case noire f6 · croix noire sur case noire h6 · croix noire sur case noire g5 · cercle noir sur case blanche a4 · croix noire sur case noire f4 · cercle noir sur case blanche g4 · croix noire sur case noire h4 · croix noire sur case noire a3 · cercle noir sur case blanche b3 · croix noire sur case noire e3 · cercle noir sur case blanche f3 · croix noire sur case noire b2 · croix noire sur case noire d2 · Cavalier noir sur case noire h2 · cercle noir sur case blanche b1 · Fou blanc sur case noire c1 · cercle noir sur case blanche f1 | 7 |
| 6 | cercle noir sur case blanche a8 · croix noire sur case noire b8 · croix noire sur case noire d8 · cercle noir sur case blanche g8 · croix noire sur case noire a7 · croix noire sur case noire e7 · croix noire sur case noire f6 · croix noire sur case noire h6 · croix noire sur case noire g5 · cercle noir sur case blanche a4 · croix noire sur case noire f4 · cercle noir sur case blanche g4 · croix noire sur case noire h4 · croix noire sur case noire a3 · cercle noir sur case blanche b3 · croix noire sur case noire e3 · cercle noir sur case blanche f3 · croix noire sur case noire b2 · croix noire sur case noire d2 · Cavalier noir sur case noire h2 · cercle noir sur case blanche b1 · Fou blanc sur case noire c1 · cercle noir sur case blanche f1 | cercle noir sur case blanche a8 · croix noire sur case noire b8 · croix noire sur case noire d8 · cercle noir sur case blanche g8 · croix noire sur case noire a7 · croix noire sur case noire e7 · croix noire sur case noire f6 · croix noire sur case noire h6 · croix noire sur case noire g5 · cercle noir sur case blanche a4 · croix noire sur case noire f4 · cercle noir sur case blanche g4 · croix noire sur case noire h4 · croix noire sur case noire a3 · cercle noir sur case blanche b3 · croix noire sur case noire e3 · cercle noir sur case blanche f3 · croix noire sur case noire b2 · croix noire sur case noire d2 · Cavalier noir sur case noire h2 · cercle noir sur case blanche b1 · Fou blanc sur case noire c1 · cercle noir sur case blanche f1 | cercle noir sur case blanche a8 · croix noire sur case noire b8 · croix noire sur case noire d8 · cercle noir sur case blanche g8 · croix noire sur case noire a7 · croix noire sur case noire e7 · croix noire sur case noire f6 · croix noire sur case noire h6 · croix noire sur case noire g5 · cercle noir sur case blanche a4 · croix noire sur case noire f4 · cercle noir sur case blanche g4 · croix noire sur case noire h4 · croix noire sur case noire a3 · cercle noir sur case blanche b3 · croix noire sur case noire e3 · cercle noir sur case blanche f3 · croix noire sur case noire b2 · croix noire sur case noire d2 · Cavalier noir sur case noire h2 · cercle noir sur case blanche b1 · Fou blanc sur case noire c1 · cercle noir sur case blanche f1 | cercle noir sur case blanche a8 · croix noire sur case noire b8 · croix noire sur case noire d8 · cercle noir sur case blanche g8 · croix noire sur case noire a7 · croix noire sur case noire e7 · croix noire sur case noire f6 · croix noire sur case noire h6 · croix noire sur case noire g5 · cercle noir sur case blanche a4 · croix noire sur case noire f4 · cercle noir sur case blanche g4 · croix noire sur case noire h4 · croix noire sur case noire a3 · cercle noir sur case blanche b3 · croix noire sur case noire e3 · cercle noir sur case blanche f3 · croix noire sur case noire b2 · croix noire sur case noire d2 · Cavalier noir sur case noire h2 · cercle noir sur case blanche b1 · Fou blanc sur case noire c1 · cercle noir sur case blanche f1 | cercle noir sur case blanche a8 · croix noire sur case noire b8 · croix noire sur case noire d8 · cercle noir sur case blanche g8 · croix noire sur case noire a7 · croix noire sur case noire e7 · croix noire sur case noire f6 · croix noire sur case noire h6 · croix noire sur case noire g5 · cercle noir sur case blanche a4 · croix noire sur case noire f4 · cercle noir sur case blanche g4 · croix noire sur case noire h4 · croix noire sur case noire a3 · cercle noir sur case blanche b3 · croix noire sur case noire e3 · cercle noir sur case blanche f3 · croix noire sur case noire b2 · croix noire sur case noire d2 · Cavalier noir sur case noire h2 · cercle noir sur case blanche b1 · Fou blanc sur case noire c1 · cercle noir sur case blanche f1 | cercle noir sur case blanche a8 · croix noire sur case noire b8 · croix noire sur case noire d8 · cercle noir sur case blanche g8 · croix noire sur case noire a7 · croix noire sur case noire e7 · croix noire sur case noire f6 · croix noire sur case noire h6 · croix noire sur case noire g5 · cercle noir sur case blanche a4 · croix noire sur case noire f4 · cercle noir sur case blanche g4 · croix noire sur case noire h4 · croix noire sur case noire a3 · cercle noir sur case blanche b3 · croix noire sur case noire e3 · cercle noir sur case blanche f3 · croix noire sur case noire b2 · croix noire sur case noire d2 · Cavalier noir sur case noire h2 · cercle noir sur case blanche b1 · Fou blanc sur case noire c1 · cercle noir sur case blanche f1 | cercle noir sur case blanche a8 · croix noire sur case noire b8 · croix noire sur case noire d8 · cercle noir sur case blanche g8 · croix noire sur case noire a7 · croix noire sur case noire e7 · croix noire sur case noire f6 · croix noire sur case noire h6 · croix noire sur case noire g5 · cercle noir sur case blanche a4 · croix noire sur case noire f4 · cercle noir sur case blanche g4 · croix noire sur case noire h4 · croix noire sur case noire a3 · cercle noir sur case blanche b3 · croix noire sur case noire e3 · cercle noir sur case blanche f3 · croix noire sur case noire b2 · croix noire sur case noire d2 · Cavalier noir sur case noire h2 · cercle noir sur case blanche b1 · Fou blanc sur case noire c1 · cercle noir sur case blanche f1 | cercle noir sur case blanche a8 · croix noire sur case noire b8 · croix noire sur case noire d8 · cercle noir sur case blanche g8 · croix noire sur case noire a7 · croix noire sur case noire e7 · croix noire sur case noire f6 · croix noire sur case noire h6 · croix noire sur case noire g5 · cercle noir sur case blanche a4 · croix noire sur case noire f4 · cercle noir sur case blanche g4 · croix noire sur case noire h4 · croix noire sur case noire a3 · cercle noir sur case blanche b3 · croix noire sur case noire e3 · cercle noir sur case blanche f3 · croix noire sur case noire b2 · croix noire sur case noire d2 · Cavalier noir sur case noire h2 · cercle noir sur case blanche b1 · Fou blanc sur case noire c1 · cercle noir sur case blanche f1 | 6 |
| 5 | cercle noir sur case blanche a8 · croix noire sur case noire b8 · croix noire sur case noire d8 · cercle noir sur case blanche g8 · croix noire sur case noire a7 · croix noire sur case noire e7 · croix noire sur case noire f6 · croix noire sur case noire h6 · croix noire sur case noire g5 · cercle noir sur case blanche a4 · croix noire sur case noire f4 · cercle noir sur case blanche g4 · croix noire sur case noire h4 · croix noire sur case noire a3 · cercle noir sur case blanche b3 · croix noire sur case noire e3 · cercle noir sur case blanche f3 · croix noire sur case noire b2 · croix noire sur case noire d2 · Cavalier noir sur case noire h2 · cercle noir sur case blanche b1 · Fou blanc sur case noire c1 · cercle noir sur case blanche f1 | cercle noir sur case blanche a8 · croix noire sur case noire b8 · croix noire sur case noire d8 · cercle noir sur case blanche g8 · croix noire sur case noire a7 · croix noire sur case noire e7 · croix noire sur case noire f6 · croix noire sur case noire h6 · croix noire sur case noire g5 · cercle noir sur case blanche a4 · croix noire sur case noire f4 · cercle noir sur case blanche g4 · croix noire sur case noire h4 · croix noire sur case noire a3 · cercle noir sur case blanche b3 · croix noire sur case noire e3 · cercle noir sur case blanche f3 · croix noire sur case noire b2 · croix noire sur case noire d2 · Cavalier noir sur case noire h2 · cercle noir sur case blanche b1 · Fou blanc sur case noire c1 · cercle noir sur case blanche f1 | cercle noir sur case blanche a8 · croix noire sur case noire b8 · croix noire sur case noire d8 · cercle noir sur case blanche g8 · croix noire sur case noire a7 · croix noire sur case noire e7 · croix noire sur case noire f6 · croix noire sur case noire h6 · croix noire sur case noire g5 · cercle noir sur case blanche a4 · croix noire sur case noire f4 · cercle noir sur case blanche g4 · croix noire sur case noire h4 · croix noire sur case noire a3 · cercle noir sur case blanche b3 · croix noire sur case noire e3 · cercle noir sur case blanche f3 · croix noire sur case noire b2 · croix noire sur case noire d2 · Cavalier noir sur case noire h2 · cercle noir sur case blanche b1 · Fou blanc sur case noire c1 · cercle noir sur case blanche f1 | cercle noir sur case blanche a8 · croix noire sur case noire b8 · croix noire sur case noire d8 · cercle noir sur case blanche g8 · croix noire sur case noire a7 · croix noire sur case noire e7 · croix noire sur case noire f6 · croix noire sur case noire h6 · croix noire sur case noire g5 · cercle noir sur case blanche a4 · croix noire sur case noire f4 · cercle noir sur case blanche g4 · croix noire sur case noire h4 · croix noire sur case noire a3 · cercle noir sur case blanche b3 · croix noire sur case noire e3 · cercle noir sur case blanche f3 · croix noire sur case noire b2 · croix noire sur case noire d2 · Cavalier noir sur case noire h2 · cercle noir sur case blanche b1 · Fou blanc sur case noire c1 · cercle noir sur case blanche f1 | cercle noir sur case blanche a8 · croix noire sur case noire b8 · croix noire sur case noire d8 · cercle noir sur case blanche g8 · croix noire sur case noire a7 · croix noire sur case noire e7 · croix noire sur case noire f6 · croix noire sur case noire h6 · croix noire sur case noire g5 · cercle noir sur case blanche a4 · croix noire sur case noire f4 · cercle noir sur case blanche g4 · croix noire sur case noire h4 · croix noire sur case noire a3 · cercle noir sur case blanche b3 · croix noire sur case noire e3 · cercle noir sur case blanche f3 · croix noire sur case noire b2 · croix noire sur case noire d2 · Cavalier noir sur case noire h2 · cercle noir sur case blanche b1 · Fou blanc sur case noire c1 · cercle noir sur case blanche f1 | cercle noir sur case blanche a8 · croix noire sur case noire b8 · croix noire sur case noire d8 · cercle noir sur case blanche g8 · croix noire sur case noire a7 · croix noire sur case noire e7 · croix noire sur case noire f6 · croix noire sur case noire h6 · croix noire sur case noire g5 · cercle noir sur case blanche a4 · croix noire sur case noire f4 · cercle noir sur case blanche g4 · croix noire sur case noire h4 · croix noire sur case noire a3 · cercle noir sur case blanche b3 · croix noire sur case noire e3 · cercle noir sur case blanche f3 · croix noire sur case noire b2 · croix noire sur case noire d2 · Cavalier noir sur case noire h2 · cercle noir sur case blanche b1 · Fou blanc sur case noire c1 · cercle noir sur case blanche f1 | cercle noir sur case blanche a8 · croix noire sur case noire b8 · croix noire sur case noire d8 · cercle noir sur case blanche g8 · croix noire sur case noire a7 · croix noire sur case noire e7 · croix noire sur case noire f6 · croix noire sur case noire h6 · croix noire sur case noire g5 · cercle noir sur case blanche a4 · croix noire sur case noire f4 · cercle noir sur case blanche g4 · croix noire sur case noire h4 · croix noire sur case noire a3 · cercle noir sur case blanche b3 · croix noire sur case noire e3 · cercle noir sur case blanche f3 · croix noire sur case noire b2 · croix noire sur case noire d2 · Cavalier noir sur case noire h2 · cercle noir sur case blanche b1 · Fou blanc sur case noire c1 · cercle noir sur case blanche f1 | cercle noir sur case blanche a8 · croix noire sur case noire b8 · croix noire sur case noire d8 · cercle noir sur case blanche g8 · croix noire sur case noire a7 · croix noire sur case noire e7 · croix noire sur case noire f6 · croix noire sur case noire h6 · croix noire sur case noire g5 · cercle noir sur case blanche a4 · croix noire sur case noire f4 · cercle noir sur case blanche g4 · croix noire sur case noire h4 · croix noire sur case noire a3 · cercle noir sur case blanche b3 · croix noire sur case noire e3 · cercle noir sur case blanche f3 · croix noire sur case noire b2 · croix noire sur case noire d2 · Cavalier noir sur case noire h2 · cercle noir sur case blanche b1 · Fou blanc sur case noire c1 · cercle noir sur case blanche f1 | 5 |
| 4 | cercle noir sur case blanche a8 · croix noire sur case noire b8 · croix noire sur case noire d8 · cercle noir sur case blanche g8 · croix noire sur case noire a7 · croix noire sur case noire e7 · croix noire sur case noire f6 · croix noire sur case noire h6 · croix noire sur case noire g5 · cercle noir sur case blanche a4 · croix noire sur case noire f4 · cercle noir sur case blanche g4 · croix noire sur case noire h4 · croix noire sur case noire a3 · cercle noir sur case blanche b3 · croix noire sur case noire e3 · cercle noir sur case blanche f3 · croix noire sur case noire b2 · croix noire sur case noire d2 · Cavalier noir sur case noire h2 · cercle noir sur case blanche b1 · Fou blanc sur case noire c1 · cercle noir sur case blanche f1 | cercle noir sur case blanche a8 · croix noire sur case noire b8 · croix noire sur case noire d8 · cercle noir sur case blanche g8 · croix noire sur case noire a7 · croix noire sur case noire e7 · croix noire sur case noire f6 · croix noire sur case noire h6 · croix noire sur case noire g5 · cercle noir sur case blanche a4 · croix noire sur case noire f4 · cercle noir sur case blanche g4 · croix noire sur case noire h4 · croix noire sur case noire a3 · cercle noir sur case blanche b3 · croix noire sur case noire e3 · cercle noir sur case blanche f3 · croix noire sur case noire b2 · croix noire sur case noire d2 · Cavalier noir sur case noire h2 · cercle noir sur case blanche b1 · Fou blanc sur case noire c1 · cercle noir sur case blanche f1 | cercle noir sur case blanche a8 · croix noire sur case noire b8 · croix noire sur case noire d8 · cercle noir sur case blanche g8 · croix noire sur case noire a7 · croix noire sur case noire e7 · croix noire sur case noire f6 · croix noire sur case noire h6 · croix noire sur case noire g5 · cercle noir sur case blanche a4 · croix noire sur case noire f4 · cercle noir sur case blanche g4 · croix noire sur case noire h4 · croix noire sur case noire a3 · cercle noir sur case blanche b3 · croix noire sur case noire e3 · cercle noir sur case blanche f3 · croix noire sur case noire b2 · croix noire sur case noire d2 · Cavalier noir sur case noire h2 · cercle noir sur case blanche b1 · Fou blanc sur case noire c1 · cercle noir sur case blanche f1 | cercle noir sur case blanche a8 · croix noire sur case noire b8 · croix noire sur case noire d8 · cercle noir sur case blanche g8 · croix noire sur case noire a7 · croix noire sur case noire e7 · croix noire sur case noire f6 · croix noire sur case noire h6 · croix noire sur case noire g5 · cercle noir sur case blanche a4 · croix noire sur case noire f4 · cercle noir sur case blanche g4 · croix noire sur case noire h4 · croix noire sur case noire a3 · cercle noir sur case blanche b3 · croix noire sur case noire e3 · cercle noir sur case blanche f3 · croix noire sur case noire b2 · croix noire sur case noire d2 · Cavalier noir sur case noire h2 · cercle noir sur case blanche b1 · Fou blanc sur case noire c1 · cercle noir sur case blanche f1 | cercle noir sur case blanche a8 · croix noire sur case noire b8 · croix noire sur case noire d8 · cercle noir sur case blanche g8 · croix noire sur case noire a7 · croix noire sur case noire e7 · croix noire sur case noire f6 · croix noire sur case noire h6 · croix noire sur case noire g5 · cercle noir sur case blanche a4 · croix noire sur case noire f4 · cercle noir sur case blanche g4 · croix noire sur case noire h4 · croix noire sur case noire a3 · cercle noir sur case blanche b3 · croix noire sur case noire e3 · cercle noir sur case blanche f3 · croix noire sur case noire b2 · croix noire sur case noire d2 · Cavalier noir sur case noire h2 · cercle noir sur case blanche b1 · Fou blanc sur case noire c1 · cercle noir sur case blanche f1 | cercle noir sur case blanche a8 · croix noire sur case noire b8 · croix noire sur case noire d8 · cercle noir sur case blanche g8 · croix noire sur case noire a7 · croix noire sur case noire e7 · croix noire sur case noire f6 · croix noire sur case noire h6 · croix noire sur case noire g5 · cercle noir sur case blanche a4 · croix noire sur case noire f4 · cercle noir sur case blanche g4 · croix noire sur case noire h4 · croix noire sur case noire a3 · cercle noir sur case blanche b3 · croix noire sur case noire e3 · cercle noir sur case blanche f3 · croix noire sur case noire b2 · croix noire sur case noire d2 · Cavalier noir sur case noire h2 · cercle noir sur case blanche b1 · Fou blanc sur case noire c1 · cercle noir sur case blanche f1 | cercle noir sur case blanche a8 · croix noire sur case noire b8 · croix noire sur case noire d8 · cercle noir sur case blanche g8 · croix noire sur case noire a7 · croix noire sur case noire e7 · croix noire sur case noire f6 · croix noire sur case noire h6 · croix noire sur case noire g5 · cercle noir sur case blanche a4 · croix noire sur case noire f4 · cercle noir sur case blanche g4 · croix noire sur case noire h4 · croix noire sur case noire a3 · cercle noir sur case blanche b3 · croix noire sur case noire e3 · cercle noir sur case blanche f3 · croix noire sur case noire b2 · croix noire sur case noire d2 · Cavalier noir sur case noire h2 · cercle noir sur case blanche b1 · Fou blanc sur case noire c1 · cercle noir sur case blanche f1 | cercle noir sur case blanche a8 · croix noire sur case noire b8 · croix noire sur case noire d8 · cercle noir sur case blanche g8 · croix noire sur case noire a7 · croix noire sur case noire e7 · croix noire sur case noire f6 · croix noire sur case noire h6 · croix noire sur case noire g5 · cercle noir sur case blanche a4 · croix noire sur case noire f4 · cercle noir sur case blanche g4 · croix noire sur case noire h4 · croix noire sur case noire a3 · cercle noir sur case blanche b3 · croix noire sur case noire e3 · cercle noir sur case blanche f3 · croix noire sur case noire b2 · croix noire sur case noire d2 · Cavalier noir sur case noire h2 · cercle noir sur case blanche b1 · Fou blanc sur case noire c1 · cercle noir sur case blanche f1 | 4 |
| 3 | cercle noir sur case blanche a8 · croix noire sur case noire b8 · croix noire sur case noire d8 · cercle noir sur case blanche g8 · croix noire sur case noire a7 · croix noire sur case noire e7 · croix noire sur case noire f6 · croix noire sur case noire h6 · croix noire sur case noire g5 · cercle noir sur case blanche a4 · croix noire sur case noire f4 · cercle noir sur case blanche g4 · croix noire sur case noire h4 · croix noire sur case noire a3 · cercle noir sur case blanche b3 · croix noire sur case noire e3 · cercle noir sur case blanche f3 · croix noire sur case noire b2 · croix noire sur case noire d2 · Cavalier noir sur case noire h2 · cercle noir sur case blanche b1 · Fou blanc sur case noire c1 · cercle noir sur case blanche f1 | cercle noir sur case blanche a8 · croix noire sur case noire b8 · croix noire sur case noire d8 · cercle noir sur case blanche g8 · croix noire sur case noire a7 · croix noire sur case noire e7 · croix noire sur case noire f6 · croix noire sur case noire h6 · croix noire sur case noire g5 · cercle noir sur case blanche a4 · croix noire sur case noire f4 · cercle noir sur case blanche g4 · croix noire sur case noire h4 · croix noire sur case noire a3 · cercle noir sur case blanche b3 · croix noire sur case noire e3 · cercle noir sur case blanche f3 · croix noire sur case noire b2 · croix noire sur case noire d2 · Cavalier noir sur case noire h2 · cercle noir sur case blanche b1 · Fou blanc sur case noire c1 · cercle noir sur case blanche f1 | cercle noir sur case blanche a8 · croix noire sur case noire b8 · croix noire sur case noire d8 · cercle noir sur case blanche g8 · croix noire sur case noire a7 · croix noire sur case noire e7 · croix noire sur case noire f6 · croix noire sur case noire h6 · croix noire sur case noire g5 · cercle noir sur case blanche a4 · croix noire sur case noire f4 · cercle noir sur case blanche g4 · croix noire sur case noire h4 · croix noire sur case noire a3 · cercle noir sur case blanche b3 · croix noire sur case noire e3 · cercle noir sur case blanche f3 · croix noire sur case noire b2 · croix noire sur case noire d2 · Cavalier noir sur case noire h2 · cercle noir sur case blanche b1 · Fou blanc sur case noire c1 · cercle noir sur case blanche f1 | cercle noir sur case blanche a8 · croix noire sur case noire b8 · croix noire sur case noire d8 · cercle noir sur case blanche g8 · croix noire sur case noire a7 · croix noire sur case noire e7 · croix noire sur case noire f6 · croix noire sur case noire h6 · croix noire sur case noire g5 · cercle noir sur case blanche a4 · croix noire sur case noire f4 · cercle noir sur case blanche g4 · croix noire sur case noire h4 · croix noire sur case noire a3 · cercle noir sur case blanche b3 · croix noire sur case noire e3 · cercle noir sur case blanche f3 · croix noire sur case noire b2 · croix noire sur case noire d2 · Cavalier noir sur case noire h2 · cercle noir sur case blanche b1 · Fou blanc sur case noire c1 · cercle noir sur case blanche f1 | cercle noir sur case blanche a8 · croix noire sur case noire b8 · croix noire sur case noire d8 · cercle noir sur case blanche g8 · croix noire sur case noire a7 · croix noire sur case noire e7 · croix noire sur case noire f6 · croix noire sur case noire h6 · croix noire sur case noire g5 · cercle noir sur case blanche a4 · croix noire sur case noire f4 · cercle noir sur case blanche g4 · croix noire sur case noire h4 · croix noire sur case noire a3 · cercle noir sur case blanche b3 · croix noire sur case noire e3 · cercle noir sur case blanche f3 · croix noire sur case noire b2 · croix noire sur case noire d2 · Cavalier noir sur case noire h2 · cercle noir sur case blanche b1 · Fou blanc sur case noire c1 · cercle noir sur case blanche f1 | cercle noir sur case blanche a8 · croix noire sur case noire b8 · croix noire sur case noire d8 · cercle noir sur case blanche g8 · croix noire sur case noire a7 · croix noire sur case noire e7 · croix noire sur case noire f6 · croix noire sur case noire h6 · croix noire sur case noire g5 · cercle noir sur case blanche a4 · croix noire sur case noire f4 · cercle noir sur case blanche g4 · croix noire sur case noire h4 · croix noire sur case noire a3 · cercle noir sur case blanche b3 · croix noire sur case noire e3 · cercle noir sur case blanche f3 · croix noire sur case noire b2 · croix noire sur case noire d2 · Cavalier noir sur case noire h2 · cercle noir sur case blanche b1 · Fou blanc sur case noire c1 · cercle noir sur case blanche f1 | cercle noir sur case blanche a8 · croix noire sur case noire b8 · croix noire sur case noire d8 · cercle noir sur case blanche g8 · croix noire sur case noire a7 · croix noire sur case noire e7 · croix noire sur case noire f6 · croix noire sur case noire h6 · croix noire sur case noire g5 · cercle noir sur case blanche a4 · croix noire sur case noire f4 · cercle noir sur case blanche g4 · croix noire sur case noire h4 · croix noire sur case noire a3 · cercle noir sur case blanche b3 · croix noire sur case noire e3 · cercle noir sur case blanche f3 · croix noire sur case noire b2 · croix noire sur case noire d2 · Cavalier noir sur case noire h2 · cercle noir sur case blanche b1 · Fou blanc sur case noire c1 · cercle noir sur case blanche f1 | cercle noir sur case blanche a8 · croix noire sur case noire b8 · croix noire sur case noire d8 · cercle noir sur case blanche g8 · croix noire sur case noire a7 · croix noire sur case noire e7 · croix noire sur case noire f6 · croix noire sur case noire h6 · croix noire sur case noire g5 · cercle noir sur case blanche a4 · croix noire sur case noire f4 · cercle noir sur case blanche g4 · croix noire sur case noire h4 · croix noire sur case noire a3 · cercle noir sur case blanche b3 · croix noire sur case noire e3 · cercle noir sur case blanche f3 · croix noire sur case noire b2 · croix noire sur case noire d2 · Cavalier noir sur case noire h2 · cercle noir sur case blanche b1 · Fou blanc sur case noire c1 · cercle noir sur case blanche f1 | 3 |
| 2 | cercle noir sur case blanche a8 · croix noire sur case noire b8 · croix noire sur case noire d8 · cercle noir sur case blanche g8 · croix noire sur case noire a7 · croix noire sur case noire e7 · croix noire sur case noire f6 · croix noire sur case noire h6 · croix noire sur case noire g5 · cercle noir sur case blanche a4 · croix noire sur case noire f4 · cercle noir sur case blanche g4 · croix noire sur case noire h4 · croix noire sur case noire a3 · cercle noir sur case blanche b3 · croix noire sur case noire e3 · cercle noir sur case blanche f3 · croix noire sur case noire b2 · croix noire sur case noire d2 · Cavalier noir sur case noire h2 · cercle noir sur case blanche b1 · Fou blanc sur case noire c1 · cercle noir sur case blanche f1 | cercle noir sur case blanche a8 · croix noire sur case noire b8 · croix noire sur case noire d8 · cercle noir sur case blanche g8 · croix noire sur case noire a7 · croix noire sur case noire e7 · croix noire sur case noire f6 · croix noire sur case noire h6 · croix noire sur case noire g5 · cercle noir sur case blanche a4 · croix noire sur case noire f4 · cercle noir sur case blanche g4 · croix noire sur case noire h4 · croix noire sur case noire a3 · cercle noir sur case blanche b3 · croix noire sur case noire e3 · cercle noir sur case blanche f3 · croix noire sur case noire b2 · croix noire sur case noire d2 · Cavalier noir sur case noire h2 · cercle noir sur case blanche b1 · Fou blanc sur case noire c1 · cercle noir sur case blanche f1 | cercle noir sur case blanche a8 · croix noire sur case noire b8 · croix noire sur case noire d8 · cercle noir sur case blanche g8 · croix noire sur case noire a7 · croix noire sur case noire e7 · croix noire sur case noire f6 · croix noire sur case noire h6 · croix noire sur case noire g5 · cercle noir sur case blanche a4 · croix noire sur case noire f4 · cercle noir sur case blanche g4 · croix noire sur case noire h4 · croix noire sur case noire a3 · cercle noir sur case blanche b3 · croix noire sur case noire e3 · cercle noir sur case blanche f3 · croix noire sur case noire b2 · croix noire sur case noire d2 · Cavalier noir sur case noire h2 · cercle noir sur case blanche b1 · Fou blanc sur case noire c1 · cercle noir sur case blanche f1 | cercle noir sur case blanche a8 · croix noire sur case noire b8 · croix noire sur case noire d8 · cercle noir sur case blanche g8 · croix noire sur case noire a7 · croix noire sur case noire e7 · croix noire sur case noire f6 · croix noire sur case noire h6 · croix noire sur case noire g5 · cercle noir sur case blanche a4 · croix noire sur case noire f4 · cercle noir sur case blanche g4 · croix noire sur case noire h4 · croix noire sur case noire a3 · cercle noir sur case blanche b3 · croix noire sur case noire e3 · cercle noir sur case blanche f3 · croix noire sur case noire b2 · croix noire sur case noire d2 · Cavalier noir sur case noire h2 · cercle noir sur case blanche b1 · Fou blanc sur case noire c1 · cercle noir sur case blanche f1 | cercle noir sur case blanche a8 · croix noire sur case noire b8 · croix noire sur case noire d8 · cercle noir sur case blanche g8 · croix noire sur case noire a7 · croix noire sur case noire e7 · croix noire sur case noire f6 · croix noire sur case noire h6 · croix noire sur case noire g5 · cercle noir sur case blanche a4 · croix noire sur case noire f4 · cercle noir sur case blanche g4 · croix noire sur case noire h4 · croix noire sur case noire a3 · cercle noir sur case blanche b3 · croix noire sur case noire e3 · cercle noir sur case blanche f3 · croix noire sur case noire b2 · croix noire sur case noire d2 · Cavalier noir sur case noire h2 · cercle noir sur case blanche b1 · Fou blanc sur case noire c1 · cercle noir sur case blanche f1 | cercle noir sur case blanche a8 · croix noire sur case noire b8 · croix noire sur case noire d8 · cercle noir sur case blanche g8 · croix noire sur case noire a7 · croix noire sur case noire e7 · croix noire sur case noire f6 · croix noire sur case noire h6 · croix noire sur case noire g5 · cercle noir sur case blanche a4 · croix noire sur case noire f4 · cercle noir sur case blanche g4 · croix noire sur case noire h4 · croix noire sur case noire a3 · cercle noir sur case blanche b3 · croix noire sur case noire e3 · cercle noir sur case blanche f3 · croix noire sur case noire b2 · croix noire sur case noire d2 · Cavalier noir sur case noire h2 · cercle noir sur case blanche b1 · Fou blanc sur case noire c1 · cercle noir sur case blanche f1 | cercle noir sur case blanche a8 · croix noire sur case noire b8 · croix noire sur case noire d8 · cercle noir sur case blanche g8 · croix noire sur case noire a7 · croix noire sur case noire e7 · croix noire sur case noire f6 · croix noire sur case noire h6 · croix noire sur case noire g5 · cercle noir sur case blanche a4 · croix noire sur case noire f4 · cercle noir sur case blanche g4 · croix noire sur case noire h4 · croix noire sur case noire a3 · cercle noir sur case blanche b3 · croix noire sur case noire e3 · cercle noir sur case blanche f3 · croix noire sur case noire b2 · croix noire sur case noire d2 · Cavalier noir sur case noire h2 · cercle noir sur case blanche b1 · Fou blanc sur case noire c1 · cercle noir sur case blanche f1 | cercle noir sur case blanche a8 · croix noire sur case noire b8 · croix noire sur case noire d8 · cercle noir sur case blanche g8 · croix noire sur case noire a7 · croix noire sur case noire e7 · croix noire sur case noire f6 · croix noire sur case noire h6 · croix noire sur case noire g5 · cercle noir sur case blanche a4 · croix noire sur case noire f4 · cercle noir sur case blanche g4 · croix noire sur case noire h4 · croix noire sur case noire a3 · cercle noir sur case blanche b3 · croix noire sur case noire e3 · cercle noir sur case blanche f3 · croix noire sur case noire b2 · croix noire sur case noire d2 · Cavalier noir sur case noire h2 · cercle noir sur case blanche b1 · Fou blanc sur case noire c1 · cercle noir sur case blanche f1 | 2 |
| 1 | cercle noir sur case blanche a8 · croix noire sur case noire b8 · croix noire sur case noire d8 · cercle noir sur case blanche g8 · croix noire sur case noire a7 · croix noire sur case noire e7 · croix noire sur case noire f6 · croix noire sur case noire h6 · croix noire sur case noire g5 · cercle noir sur case blanche a4 · croix noire sur case noire f4 · cercle noir sur case blanche g4 · croix noire sur case noire h4 · croix noire sur case noire a3 · cercle noir sur case blanche b3 · croix noire sur case noire e3 · cercle noir sur case blanche f3 · croix noire sur case noire b2 · croix noire sur case noire d2 · Cavalier noir sur case noire h2 · cercle noir sur case blanche b1 · Fou blanc sur case noire c1 · cercle noir sur case blanche f1 | cercle noir sur case blanche a8 · croix noire sur case noire b8 · croix noire sur case noire d8 · cercle noir sur case blanche g8 · croix noire sur case noire a7 · croix noire sur case noire e7 · croix noire sur case noire f6 · croix noire sur case noire h6 · croix noire sur case noire g5 · cercle noir sur case blanche a4 · croix noire sur case noire f4 · cercle noir sur case blanche g4 · croix noire sur case noire h4 · croix noire sur case noire a3 · cercle noir sur case blanche b3 · croix noire sur case noire e3 · cercle noir sur case blanche f3 · croix noire sur case noire b2 · croix noire sur case noire d2 · Cavalier noir sur case noire h2 · cercle noir sur case blanche b1 · Fou blanc sur case noire c1 · cercle noir sur case blanche f1 | cercle noir sur case blanche a8 · croix noire sur case noire b8 · croix noire sur case noire d8 · cercle noir sur case blanche g8 · croix noire sur case noire a7 · croix noire sur case noire e7 · croix noire sur case noire f6 · croix noire sur case noire h6 · croix noire sur case noire g5 · cercle noir sur case blanche a4 · croix noire sur case noire f4 · cercle noir sur case blanche g4 · croix noire sur case noire h4 · croix noire sur case noire a3 · cercle noir sur case blanche b3 · croix noire sur case noire e3 · cercle noir sur case blanche f3 · croix noire sur case noire b2 · croix noire sur case noire d2 · Cavalier noir sur case noire h2 · cercle noir sur case blanche b1 · Fou blanc sur case noire c1 · cercle noir sur case blanche f1 | cercle noir sur case blanche a8 · croix noire sur case noire b8 · croix noire sur case noire d8 · cercle noir sur case blanche g8 · croix noire sur case noire a7 · croix noire sur case noire e7 · croix noire sur case noire f6 · croix noire sur case noire h6 · croix noire sur case noire g5 · cercle noir sur case blanche a4 · croix noire sur case noire f4 · cercle noir sur case blanche g4 · croix noire sur case noire h4 · croix noire sur case noire a3 · cercle noir sur case blanche b3 · croix noire sur case noire e3 · cercle noir sur case blanche f3 · croix noire sur case noire b2 · croix noire sur case noire d2 · Cavalier noir sur case noire h2 · cercle noir sur case blanche b1 · Fou blanc sur case noire c1 · cercle noir sur case blanche f1 | cercle noir sur case blanche a8 · croix noire sur case noire b8 · croix noire sur case noire d8 · cercle noir sur case blanche g8 · croix noire sur case noire a7 · croix noire sur case noire e7 · croix noire sur case noire f6 · croix noire sur case noire h6 · croix noire sur case noire g5 · cercle noir sur case blanche a4 · croix noire sur case noire f4 · cercle noir sur case blanche g4 · croix noire sur case noire h4 · croix noire sur case noire a3 · cercle noir sur case blanche b3 · croix noire sur case noire e3 · cercle noir sur case blanche f3 · croix noire sur case noire b2 · croix noire sur case noire d2 · Cavalier noir sur case noire h2 · cercle noir sur case blanche b1 · Fou blanc sur case noire c1 · cercle noir sur case blanche f1 | cercle noir sur case blanche a8 · croix noire sur case noire b8 · croix noire sur case noire d8 · cercle noir sur case blanche g8 · croix noire sur case noire a7 · croix noire sur case noire e7 · croix noire sur case noire f6 · croix noire sur case noire h6 · croix noire sur case noire g5 · cercle noir sur case blanche a4 · croix noire sur case noire f4 · cercle noir sur case blanche g4 · croix noire sur case noire h4 · croix noire sur case noire a3 · cercle noir sur case blanche b3 · croix noire sur case noire e3 · cercle noir sur case blanche f3 · croix noire sur case noire b2 · croix noire sur case noire d2 · Cavalier noir sur case noire h2 · cercle noir sur case blanche b1 · Fou blanc sur case noire c1 · cercle noir sur case blanche f1 | cercle noir sur case blanche a8 · croix noire sur case noire b8 · croix noire sur case noire d8 · cercle noir sur case blanche g8 · croix noire sur case noire a7 · croix noire sur case noire e7 · croix noire sur case noire f6 · croix noire sur case noire h6 · croix noire sur case noire g5 · cercle noir sur case blanche a4 · croix noire sur case noire f4 · cercle noir sur case blanche g4 · croix noire sur case noire h4 · croix noire sur case noire a3 · cercle noir sur case blanche b3 · croix noire sur case noire e3 · cercle noir sur case blanche f3 · croix noire sur case noire b2 · croix noire sur case noire d2 · Cavalier noir sur case noire h2 · cercle noir sur case blanche b1 · Fou blanc sur case noire c1 · cercle noir sur case blanche f1 | cercle noir sur case blanche a8 · croix noire sur case noire b8 · croix noire sur case noire d8 · cercle noir sur case blanche g8 · croix noire sur case noire a7 · croix noire sur case noire e7 · croix noire sur case noire f6 · croix noire sur case noire h6 · croix noire sur case noire g5 · cercle noir sur case blanche a4 · croix noire sur case noire f4 · cercle noir sur case blanche g4 · croix noire sur case noire h4 · croix noire sur case noire a3 · cercle noir sur case blanche b3 · croix noire sur case noire e3 · cercle noir sur case blanche f3 · croix noire sur case noire b2 · croix noire sur case noire d2 · Cavalier noir sur case noire h2 · cercle noir sur case blanche b1 · Fou blanc sur case noire c1 · cercle noir sur case blanche f1 | 1 |
|   | a | b | c | d | e | f | g | h |   |

|   | a | b | c | d | e | f | g | h |   |
| 8 | Tour noire sur case blanche a8 · Fou noir sur case blanche c8 · Fou noir sur case noire f8 · Tour noire sur case noire h8 · Pion noir sur case noire a7 · Pion noir sur case blanche b7 · Pion noir sur case noire g7 · Pion noir sur case blanche h7 · Cavalier noir sur case blanche a6 · Pion noir sur case blanche c6 · Dame noire sur case noire d6 · Roi noir sur case blanche e6 · Pion noir sur case noire f6 · Cavalier noir sur case noire h6 · Pion noir sur case blanche d5 · Pion noir sur case noire e5 · Pion blanc sur case noire d4 · Pion blanc sur case blanche e4 · Cavalier blanc sur case noire a3 · Pion blanc sur case noire c3 · Dame blanche sur case blanche d3 · Roi blanc sur case noire e3 · Pion blanc sur case blanche f3 · Cavalier blanc sur case blanche h3 · Pion blanc sur case blanche a2 · Pion blanc sur case noire b2 · Pion blanc sur case blanche g2 · Pion blanc sur case noire h2 · Tour blanche sur case noire a1 · Fou blanc sur case noire c1 · Fou blanc sur case blanche f1 · Tour blanche sur case blanche h1 | Tour noire sur case blanche a8 · Fou noir sur case blanche c8 · Fou noir sur case noire f8 · Tour noire sur case noire h8 · Pion noir sur case noire a7 · Pion noir sur case blanche b7 · Pion noir sur case noire g7 · Pion noir sur case blanche h7 · Cavalier noir sur case blanche a6 · Pion noir sur case blanche c6 · Dame noire sur case noire d6 · Roi noir sur case blanche e6 · Pion noir sur case noire f6 · Cavalier noir sur case noire h6 · Pion noir sur case blanche d5 · Pion noir sur case noire e5 · Pion blanc sur case noire d4 · Pion blanc sur case blanche e4 · Cavalier blanc sur case noire a3 · Pion blanc sur case noire c3 · Dame blanche sur case blanche d3 · Roi blanc sur case noire e3 · Pion blanc sur case blanche f3 · Cavalier blanc sur case blanche h3 · Pion blanc sur case blanche a2 · Pion blanc sur case noire b2 · Pion blanc sur case blanche g2 · Pion blanc sur case noire h2 · Tour blanche sur case noire a1 · Fou blanc sur case noire c1 · Fou blanc sur case blanche f1 · Tour blanche sur case blanche h1 | Tour noire sur case blanche a8 · Fou noir sur case blanche c8 · Fou noir sur case noire f8 · Tour noire sur case noire h8 · Pion noir sur case noire a7 · Pion noir sur case blanche b7 · Pion noir sur case noire g7 · Pion noir sur case blanche h7 · Cavalier noir sur case blanche a6 · Pion noir sur case blanche c6 · Dame noire sur case noire d6 · Roi noir sur case blanche e6 · Pion noir sur case noire f6 · Cavalier noir sur case noire h6 · Pion noir sur case blanche d5 · Pion noir sur case noire e5 · Pion blanc sur case noire d4 · Pion blanc sur case blanche e4 · Cavalier blanc sur case noire a3 · Pion blanc sur case noire c3 · Dame blanche sur case blanche d3 · Roi blanc sur case noire e3 · Pion blanc sur case blanche f3 · Cavalier blanc sur case blanche h3 · Pion blanc sur case blanche a2 · Pion blanc sur case noire b2 · Pion blanc sur case blanche g2 · Pion blanc sur case noire h2 · Tour blanche sur case noire a1 · Fou blanc sur case noire c1 · Fou blanc sur case blanche f1 · Tour blanche sur case blanche h1 | Tour noire sur case blanche a8 · Fou noir sur case blanche c8 · Fou noir sur case noire f8 · Tour noire sur case noire h8 · Pion noir sur case noire a7 · Pion noir sur case blanche b7 · Pion noir sur case noire g7 · Pion noir sur case blanche h7 · Cavalier noir sur case blanche a6 · Pion noir sur case blanche c6 · Dame noire sur case noire d6 · Roi noir sur case blanche e6 · Pion noir sur case noire f6 · Cavalier noir sur case noire h6 · Pion noir sur case blanche d5 · Pion noir sur case noire e5 · Pion blanc sur case noire d4 · Pion blanc sur case blanche e4 · Cavalier blanc sur case noire a3 · Pion blanc sur case noire c3 · Dame blanche sur case blanche d3 · Roi blanc sur case noire e3 · Pion blanc sur case blanche f3 · Cavalier blanc sur case blanche h3 · Pion blanc sur case blanche a2 · Pion blanc sur case noire b2 · Pion blanc sur case blanche g2 · Pion blanc sur case noire h2 · Tour blanche sur case noire a1 · Fou blanc sur case noire c1 · Fou blanc sur case blanche f1 · Tour blanche sur case blanche h1 | Tour noire sur case blanche a8 · Fou noir sur case blanche c8 · Fou noir sur case noire f8 · Tour noire sur case noire h8 · Pion noir sur case noire a7 · Pion noir sur case blanche b7 · Pion noir sur case noire g7 · Pion noir sur case blanche h7 · Cavalier noir sur case blanche a6 · Pion noir sur case blanche c6 · Dame noire sur case noire d6 · Roi noir sur case blanche e6 · Pion noir sur case noire f6 · Cavalier noir sur case noire h6 · Pion noir sur case blanche d5 · Pion noir sur case noire e5 · Pion blanc sur case noire d4 · Pion blanc sur case blanche e4 · Cavalier blanc sur case noire a3 · Pion blanc sur case noire c3 · Dame blanche sur case blanche d3 · Roi blanc sur case noire e3 · Pion blanc sur case blanche f3 · Cavalier blanc sur case blanche h3 · Pion blanc sur case blanche a2 · Pion blanc sur case noire b2 · Pion blanc sur case blanche g2 · Pion blanc sur case noire h2 · Tour blanche sur case noire a1 · Fou blanc sur case noire c1 · Fou blanc sur case blanche f1 · Tour blanche sur case blanche h1 | Tour noire sur case blanche a8 · Fou noir sur case blanche c8 · Fou noir sur case noire f8 · Tour noire sur case noire h8 · Pion noir sur case noire a7 · Pion noir sur case blanche b7 · Pion noir sur case noire g7 · Pion noir sur case blanche h7 · Cavalier noir sur case blanche a6 · Pion noir sur case blanche c6 · Dame noire sur case noire d6 · Roi noir sur case blanche e6 · Pion noir sur case noire f6 · Cavalier noir sur case noire h6 · Pion noir sur case blanche d5 · Pion noir sur case noire e5 · Pion blanc sur case noire d4 · Pion blanc sur case blanche e4 · Cavalier blanc sur case noire a3 · Pion blanc sur case noire c3 · Dame blanche sur case blanche d3 · Roi blanc sur case noire e3 · Pion blanc sur case blanche f3 · Cavalier blanc sur case blanche h3 · Pion blanc sur case blanche a2 · Pion blanc sur case noire b2 · Pion blanc sur case blanche g2 · Pion blanc sur case noire h2 · Tour blanche sur case noire a1 · Fou blanc sur case noire c1 · Fou blanc sur case blanche f1 · Tour blanche sur case blanche h1 | Tour noire sur case blanche a8 · Fou noir sur case blanche c8 · Fou noir sur case noire f8 · Tour noire sur case noire h8 · Pion noir sur case noire a7 · Pion noir sur case blanche b7 · Pion noir sur case noire g7 · Pion noir sur case blanche h7 · Cavalier noir sur case blanche a6 · Pion noir sur case blanche c6 · Dame noire sur case noire d6 · Roi noir sur case blanche e6 · Pion noir sur case noire f6 · Cavalier noir sur case noire h6 · Pion noir sur case blanche d5 · Pion noir sur case noire e5 · Pion blanc sur case noire d4 · Pion blanc sur case blanche e4 · Cavalier blanc sur case noire a3 · Pion blanc sur case noire c3 · Dame blanche sur case blanche d3 · Roi blanc sur case noire e3 · Pion blanc sur case blanche f3 · Cavalier blanc sur case blanche h3 · Pion blanc sur case blanche a2 · Pion blanc sur case noire b2 · Pion blanc sur case blanche g2 · Pion blanc sur case noire h2 · Tour blanche sur case noire a1 · Fou blanc sur case noire c1 · Fou blanc sur case blanche f1 · Tour blanche sur case blanche h1 | Tour noire sur case blanche a8 · Fou noir sur case blanche c8 · Fou noir sur case noire f8 · Tour noire sur case noire h8 · Pion noir sur case noire a7 · Pion noir sur case blanche b7 · Pion noir sur case noire g7 · Pion noir sur case blanche h7 · Cavalier noir sur case blanche a6 · Pion noir sur case blanche c6 · Dame noire sur case noire d6 · Roi noir sur case blanche e6 · Pion noir sur case noire f6 · Cavalier noir sur case noire h6 · Pion noir sur case blanche d5 · Pion noir sur case noire e5 · Pion blanc sur case noire d4 · Pion blanc sur case blanche e4 · Cavalier blanc sur case noire a3 · Pion blanc sur case noire c3 · Dame blanche sur case blanche d3 · Roi blanc sur case noire e3 · Pion blanc sur case blanche f3 · Cavalier blanc sur case blanche h3 · Pion blanc sur case blanche a2 · Pion blanc sur case noire b2 · Pion blanc sur case blanche g2 · Pion blanc sur case noire h2 · Tour blanche sur case noire a1 · Fou blanc sur case noire c1 · Fou blanc sur case blanche f1 · Tour blanche sur case blanche h1 | 8 |
| 7 | Tour noire sur case blanche a8 · Fou noir sur case blanche c8 · Fou noir sur case noire f8 · Tour noire sur case noire h8 · Pion noir sur case noire a7 · Pion noir sur case blanche b7 · Pion noir sur case noire g7 · Pion noir sur case blanche h7 · Cavalier noir sur case blanche a6 · Pion noir sur case blanche c6 · Dame noire sur case noire d6 · Roi noir sur case blanche e6 · Pion noir sur case noire f6 · Cavalier noir sur case noire h6 · Pion noir sur case blanche d5 · Pion noir sur case noire e5 · Pion blanc sur case noire d4 · Pion blanc sur case blanche e4 · Cavalier blanc sur case noire a3 · Pion blanc sur case noire c3 · Dame blanche sur case blanche d3 · Roi blanc sur case noire e3 · Pion blanc sur case blanche f3 · Cavalier blanc sur case blanche h3 · Pion blanc sur case blanche a2 · Pion blanc sur case noire b2 · Pion blanc sur case blanche g2 · Pion blanc sur case noire h2 · Tour blanche sur case noire a1 · Fou blanc sur case noire c1 · Fou blanc sur case blanche f1 · Tour blanche sur case blanche h1 | Tour noire sur case blanche a8 · Fou noir sur case blanche c8 · Fou noir sur case noire f8 · Tour noire sur case noire h8 · Pion noir sur case noire a7 · Pion noir sur case blanche b7 · Pion noir sur case noire g7 · Pion noir sur case blanche h7 · Cavalier noir sur case blanche a6 · Pion noir sur case blanche c6 · Dame noire sur case noire d6 · Roi noir sur case blanche e6 · Pion noir sur case noire f6 · Cavalier noir sur case noire h6 · Pion noir sur case blanche d5 · Pion noir sur case noire e5 · Pion blanc sur case noire d4 · Pion blanc sur case blanche e4 · Cavalier blanc sur case noire a3 · Pion blanc sur case noire c3 · Dame blanche sur case blanche d3 · Roi blanc sur case noire e3 · Pion blanc sur case blanche f3 · Cavalier blanc sur case blanche h3 · Pion blanc sur case blanche a2 · Pion blanc sur case noire b2 · Pion blanc sur case blanche g2 · Pion blanc sur case noire h2 · Tour blanche sur case noire a1 · Fou blanc sur case noire c1 · Fou blanc sur case blanche f1 · Tour blanche sur case blanche h1 | Tour noire sur case blanche a8 · Fou noir sur case blanche c8 · Fou noir sur case noire f8 · Tour noire sur case noire h8 · Pion noir sur case noire a7 · Pion noir sur case blanche b7 · Pion noir sur case noire g7 · Pion noir sur case blanche h7 · Cavalier noir sur case blanche a6 · Pion noir sur case blanche c6 · Dame noire sur case noire d6 · Roi noir sur case blanche e6 · Pion noir sur case noire f6 · Cavalier noir sur case noire h6 · Pion noir sur case blanche d5 · Pion noir sur case noire e5 · Pion blanc sur case noire d4 · Pion blanc sur case blanche e4 · Cavalier blanc sur case noire a3 · Pion blanc sur case noire c3 · Dame blanche sur case blanche d3 · Roi blanc sur case noire e3 · Pion blanc sur case blanche f3 · Cavalier blanc sur case blanche h3 · Pion blanc sur case blanche a2 · Pion blanc sur case noire b2 · Pion blanc sur case blanche g2 · Pion blanc sur case noire h2 · Tour blanche sur case noire a1 · Fou blanc sur case noire c1 · Fou blanc sur case blanche f1 · Tour blanche sur case blanche h1 | Tour noire sur case blanche a8 · Fou noir sur case blanche c8 · Fou noir sur case noire f8 · Tour noire sur case noire h8 · Pion noir sur case noire a7 · Pion noir sur case blanche b7 · Pion noir sur case noire g7 · Pion noir sur case blanche h7 · Cavalier noir sur case blanche a6 · Pion noir sur case blanche c6 · Dame noire sur case noire d6 · Roi noir sur case blanche e6 · Pion noir sur case noire f6 · Cavalier noir sur case noire h6 · Pion noir sur case blanche d5 · Pion noir sur case noire e5 · Pion blanc sur case noire d4 · Pion blanc sur case blanche e4 · Cavalier blanc sur case noire a3 · Pion blanc sur case noire c3 · Dame blanche sur case blanche d3 · Roi blanc sur case noire e3 · Pion blanc sur case blanche f3 · Cavalier blanc sur case blanche h3 · Pion blanc sur case blanche a2 · Pion blanc sur case noire b2 · Pion blanc sur case blanche g2 · Pion blanc sur case noire h2 · Tour blanche sur case noire a1 · Fou blanc sur case noire c1 · Fou blanc sur case blanche f1 · Tour blanche sur case blanche h1 | Tour noire sur case blanche a8 · Fou noir sur case blanche c8 · Fou noir sur case noire f8 · Tour noire sur case noire h8 · Pion noir sur case noire a7 · Pion noir sur case blanche b7 · Pion noir sur case noire g7 · Pion noir sur case blanche h7 · Cavalier noir sur case blanche a6 · Pion noir sur case blanche c6 · Dame noire sur case noire d6 · Roi noir sur case blanche e6 · Pion noir sur case noire f6 · Cavalier noir sur case noire h6 · Pion noir sur case blanche d5 · Pion noir sur case noire e5 · Pion blanc sur case noire d4 · Pion blanc sur case blanche e4 · Cavalier blanc sur case noire a3 · Pion blanc sur case noire c3 · Dame blanche sur case blanche d3 · Roi blanc sur case noire e3 · Pion blanc sur case blanche f3 · Cavalier blanc sur case blanche h3 · Pion blanc sur case blanche a2 · Pion blanc sur case noire b2 · Pion blanc sur case blanche g2 · Pion blanc sur case noire h2 · Tour blanche sur case noire a1 · Fou blanc sur case noire c1 · Fou blanc sur case blanche f1 · Tour blanche sur case blanche h1 | Tour noire sur case blanche a8 · Fou noir sur case blanche c8 · Fou noir sur case noire f8 · Tour noire sur case noire h8 · Pion noir sur case noire a7 · Pion noir sur case blanche b7 · Pion noir sur case noire g7 · Pion noir sur case blanche h7 · Cavalier noir sur case blanche a6 · Pion noir sur case blanche c6 · Dame noire sur case noire d6 · Roi noir sur case blanche e6 · Pion noir sur case noire f6 · Cavalier noir sur case noire h6 · Pion noir sur case blanche d5 · Pion noir sur case noire e5 · Pion blanc sur case noire d4 · Pion blanc sur case blanche e4 · Cavalier blanc sur case noire a3 · Pion blanc sur case noire c3 · Dame blanche sur case blanche d3 · Roi blanc sur case noire e3 · Pion blanc sur case blanche f3 · Cavalier blanc sur case blanche h3 · Pion blanc sur case blanche a2 · Pion blanc sur case noire b2 · Pion blanc sur case blanche g2 · Pion blanc sur case noire h2 · Tour blanche sur case noire a1 · Fou blanc sur case noire c1 · Fou blanc sur case blanche f1 · Tour blanche sur case blanche h1 | Tour noire sur case blanche a8 · Fou noir sur case blanche c8 · Fou noir sur case noire f8 · Tour noire sur case noire h8 · Pion noir sur case noire a7 · Pion noir sur case blanche b7 · Pion noir sur case noire g7 · Pion noir sur case blanche h7 · Cavalier noir sur case blanche a6 · Pion noir sur case blanche c6 · Dame noire sur case noire d6 · Roi noir sur case blanche e6 · Pion noir sur case noire f6 · Cavalier noir sur case noire h6 · Pion noir sur case blanche d5 · Pion noir sur case noire e5 · Pion blanc sur case noire d4 · Pion blanc sur case blanche e4 · Cavalier blanc sur case noire a3 · Pion blanc sur case noire c3 · Dame blanche sur case blanche d3 · Roi blanc sur case noire e3 · Pion blanc sur case blanche f3 · Cavalier blanc sur case blanche h3 · Pion blanc sur case blanche a2 · Pion blanc sur case noire b2 · Pion blanc sur case blanche g2 · Pion blanc sur case noire h2 · Tour blanche sur case noire a1 · Fou blanc sur case noire c1 · Fou blanc sur case blanche f1 · Tour blanche sur case blanche h1 | Tour noire sur case blanche a8 · Fou noir sur case blanche c8 · Fou noir sur case noire f8 · Tour noire sur case noire h8 · Pion noir sur case noire a7 · Pion noir sur case blanche b7 · Pion noir sur case noire g7 · Pion noir sur case blanche h7 · Cavalier noir sur case blanche a6 · Pion noir sur case blanche c6 · Dame noire sur case noire d6 · Roi noir sur case blanche e6 · Pion noir sur case noire f6 · Cavalier noir sur case noire h6 · Pion noir sur case blanche d5 · Pion noir sur case noire e5 · Pion blanc sur case noire d4 · Pion blanc sur case blanche e4 · Cavalier blanc sur case noire a3 · Pion blanc sur case noire c3 · Dame blanche sur case blanche d3 · Roi blanc sur case noire e3 · Pion blanc sur case blanche f3 · Cavalier blanc sur case blanche h3 · Pion blanc sur case blanche a2 · Pion blanc sur case noire b2 · Pion blanc sur case blanche g2 · Pion blanc sur case noire h2 · Tour blanche sur case noire a1 · Fou blanc sur case noire c1 · Fou blanc sur case blanche f1 · Tour blanche sur case blanche h1 | 7 |
| 6 | Tour noire sur case blanche a8 · Fou noir sur case blanche c8 · Fou noir sur case noire f8 · Tour noire sur case noire h8 · Pion noir sur case noire a7 · Pion noir sur case blanche b7 · Pion noir sur case noire g7 · Pion noir sur case blanche h7 · Cavalier noir sur case blanche a6 · Pion noir sur case blanche c6 · Dame noire sur case noire d6 · Roi noir sur case blanche e6 · Pion noir sur case noire f6 · Cavalier noir sur case noire h6 · Pion noir sur case blanche d5 · Pion noir sur case noire e5 · Pion blanc sur case noire d4 · Pion blanc sur case blanche e4 · Cavalier blanc sur case noire a3 · Pion blanc sur case noire c3 · Dame blanche sur case blanche d3 · Roi blanc sur case noire e3 · Pion blanc sur case blanche f3 · Cavalier blanc sur case blanche h3 · Pion blanc sur case blanche a2 · Pion blanc sur case noire b2 · Pion blanc sur case blanche g2 · Pion blanc sur case noire h2 · Tour blanche sur case noire a1 · Fou blanc sur case noire c1 · Fou blanc sur case blanche f1 · Tour blanche sur case blanche h1 | Tour noire sur case blanche a8 · Fou noir sur case blanche c8 · Fou noir sur case noire f8 · Tour noire sur case noire h8 · Pion noir sur case noire a7 · Pion noir sur case blanche b7 · Pion noir sur case noire g7 · Pion noir sur case blanche h7 · Cavalier noir sur case blanche a6 · Pion noir sur case blanche c6 · Dame noire sur case noire d6 · Roi noir sur case blanche e6 · Pion noir sur case noire f6 · Cavalier noir sur case noire h6 · Pion noir sur case blanche d5 · Pion noir sur case noire e5 · Pion blanc sur case noire d4 · Pion blanc sur case blanche e4 · Cavalier blanc sur case noire a3 · Pion blanc sur case noire c3 · Dame blanche sur case blanche d3 · Roi blanc sur case noire e3 · Pion blanc sur case blanche f3 · Cavalier blanc sur case blanche h3 · Pion blanc sur case blanche a2 · Pion blanc sur case noire b2 · Pion blanc sur case blanche g2 · Pion blanc sur case noire h2 · Tour blanche sur case noire a1 · Fou blanc sur case noire c1 · Fou blanc sur case blanche f1 · Tour blanche sur case blanche h1 | Tour noire sur case blanche a8 · Fou noir sur case blanche c8 · Fou noir sur case noire f8 · Tour noire sur case noire h8 · Pion noir sur case noire a7 · Pion noir sur case blanche b7 · Pion noir sur case noire g7 · Pion noir sur case blanche h7 · Cavalier noir sur case blanche a6 · Pion noir sur case blanche c6 · Dame noire sur case noire d6 · Roi noir sur case blanche e6 · Pion noir sur case noire f6 · Cavalier noir sur case noire h6 · Pion noir sur case blanche d5 · Pion noir sur case noire e5 · Pion blanc sur case noire d4 · Pion blanc sur case blanche e4 · Cavalier blanc sur case noire a3 · Pion blanc sur case noire c3 · Dame blanche sur case blanche d3 · Roi blanc sur case noire e3 · Pion blanc sur case blanche f3 · Cavalier blanc sur case blanche h3 · Pion blanc sur case blanche a2 · Pion blanc sur case noire b2 · Pion blanc sur case blanche g2 · Pion blanc sur case noire h2 · Tour blanche sur case noire a1 · Fou blanc sur case noire c1 · Fou blanc sur case blanche f1 · Tour blanche sur case blanche h1 | Tour noire sur case blanche a8 · Fou noir sur case blanche c8 · Fou noir sur case noire f8 · Tour noire sur case noire h8 · Pion noir sur case noire a7 · Pion noir sur case blanche b7 · Pion noir sur case noire g7 · Pion noir sur case blanche h7 · Cavalier noir sur case blanche a6 · Pion noir sur case blanche c6 · Dame noire sur case noire d6 · Roi noir sur case blanche e6 · Pion noir sur case noire f6 · Cavalier noir sur case noire h6 · Pion noir sur case blanche d5 · Pion noir sur case noire e5 · Pion blanc sur case noire d4 · Pion blanc sur case blanche e4 · Cavalier blanc sur case noire a3 · Pion blanc sur case noire c3 · Dame blanche sur case blanche d3 · Roi blanc sur case noire e3 · Pion blanc sur case blanche f3 · Cavalier blanc sur case blanche h3 · Pion blanc sur case blanche a2 · Pion blanc sur case noire b2 · Pion blanc sur case blanche g2 · Pion blanc sur case noire h2 · Tour blanche sur case noire a1 · Fou blanc sur case noire c1 · Fou blanc sur case blanche f1 · Tour blanche sur case blanche h1 | Tour noire sur case blanche a8 · Fou noir sur case blanche c8 · Fou noir sur case noire f8 · Tour noire sur case noire h8 · Pion noir sur case noire a7 · Pion noir sur case blanche b7 · Pion noir sur case noire g7 · Pion noir sur case blanche h7 · Cavalier noir sur case blanche a6 · Pion noir sur case blanche c6 · Dame noire sur case noire d6 · Roi noir sur case blanche e6 · Pion noir sur case noire f6 · Cavalier noir sur case noire h6 · Pion noir sur case blanche d5 · Pion noir sur case noire e5 · Pion blanc sur case noire d4 · Pion blanc sur case blanche e4 · Cavalier blanc sur case noire a3 · Pion blanc sur case noire c3 · Dame blanche sur case blanche d3 · Roi blanc sur case noire e3 · Pion blanc sur case blanche f3 · Cavalier blanc sur case blanche h3 · Pion blanc sur case blanche a2 · Pion blanc sur case noire b2 · Pion blanc sur case blanche g2 · Pion blanc sur case noire h2 · Tour blanche sur case noire a1 · Fou blanc sur case noire c1 · Fou blanc sur case blanche f1 · Tour blanche sur case blanche h1 | Tour noire sur case blanche a8 · Fou noir sur case blanche c8 · Fou noir sur case noire f8 · Tour noire sur case noire h8 · Pion noir sur case noire a7 · Pion noir sur case blanche b7 · Pion noir sur case noire g7 · Pion noir sur case blanche h7 · Cavalier noir sur case blanche a6 · Pion noir sur case blanche c6 · Dame noire sur case noire d6 · Roi noir sur case blanche e6 · Pion noir sur case noire f6 · Cavalier noir sur case noire h6 · Pion noir sur case blanche d5 · Pion noir sur case noire e5 · Pion blanc sur case noire d4 · Pion blanc sur case blanche e4 · Cavalier blanc sur case noire a3 · Pion blanc sur case noire c3 · Dame blanche sur case blanche d3 · Roi blanc sur case noire e3 · Pion blanc sur case blanche f3 · Cavalier blanc sur case blanche h3 · Pion blanc sur case blanche a2 · Pion blanc sur case noire b2 · Pion blanc sur case blanche g2 · Pion blanc sur case noire h2 · Tour blanche sur case noire a1 · Fou blanc sur case noire c1 · Fou blanc sur case blanche f1 · Tour blanche sur case blanche h1 | Tour noire sur case blanche a8 · Fou noir sur case blanche c8 · Fou noir sur case noire f8 · Tour noire sur case noire h8 · Pion noir sur case noire a7 · Pion noir sur case blanche b7 · Pion noir sur case noire g7 · Pion noir sur case blanche h7 · Cavalier noir sur case blanche a6 · Pion noir sur case blanche c6 · Dame noire sur case noire d6 · Roi noir sur case blanche e6 · Pion noir sur case noire f6 · Cavalier noir sur case noire h6 · Pion noir sur case blanche d5 · Pion noir sur case noire e5 · Pion blanc sur case noire d4 · Pion blanc sur case blanche e4 · Cavalier blanc sur case noire a3 · Pion blanc sur case noire c3 · Dame blanche sur case blanche d3 · Roi blanc sur case noire e3 · Pion blanc sur case blanche f3 · Cavalier blanc sur case blanche h3 · Pion blanc sur case blanche a2 · Pion blanc sur case noire b2 · Pion blanc sur case blanche g2 · Pion blanc sur case noire h2 · Tour blanche sur case noire a1 · Fou blanc sur case noire c1 · Fou blanc sur case blanche f1 · Tour blanche sur case blanche h1 | Tour noire sur case blanche a8 · Fou noir sur case blanche c8 · Fou noir sur case noire f8 · Tour noire sur case noire h8 · Pion noir sur case noire a7 · Pion noir sur case blanche b7 · Pion noir sur case noire g7 · Pion noir sur case blanche h7 · Cavalier noir sur case blanche a6 · Pion noir sur case blanche c6 · Dame noire sur case noire d6 · Roi noir sur case blanche e6 · Pion noir sur case noire f6 · Cavalier noir sur case noire h6 · Pion noir sur case blanche d5 · Pion noir sur case noire e5 · Pion blanc sur case noire d4 · Pion blanc sur case blanche e4 · Cavalier blanc sur case noire a3 · Pion blanc sur case noire c3 · Dame blanche sur case blanche d3 · Roi blanc sur case noire e3 · Pion blanc sur case blanche f3 · Cavalier blanc sur case blanche h3 · Pion blanc sur case blanche a2 · Pion blanc sur case noire b2 · Pion blanc sur case blanche g2 · Pion blanc sur case noire h2 · Tour blanche sur case noire a1 · Fou blanc sur case noire c1 · Fou blanc sur case blanche f1 · Tour blanche sur case blanche h1 | 6 |
| 5 | Tour noire sur case blanche a8 · Fou noir sur case blanche c8 · Fou noir sur case noire f8 · Tour noire sur case noire h8 · Pion noir sur case noire a7 · Pion noir sur case blanche b7 · Pion noir sur case noire g7 · Pion noir sur case blanche h7 · Cavalier noir sur case blanche a6 · Pion noir sur case blanche c6 · Dame noire sur case noire d6 · Roi noir sur case blanche e6 · Pion noir sur case noire f6 · Cavalier noir sur case noire h6 · Pion noir sur case blanche d5 · Pion noir sur case noire e5 · Pion blanc sur case noire d4 · Pion blanc sur case blanche e4 · Cavalier blanc sur case noire a3 · Pion blanc sur case noire c3 · Dame blanche sur case blanche d3 · Roi blanc sur case noire e3 · Pion blanc sur case blanche f3 · Cavalier blanc sur case blanche h3 · Pion blanc sur case blanche a2 · Pion blanc sur case noire b2 · Pion blanc sur case blanche g2 · Pion blanc sur case noire h2 · Tour blanche sur case noire a1 · Fou blanc sur case noire c1 · Fou blanc sur case blanche f1 · Tour blanche sur case blanche h1 | Tour noire sur case blanche a8 · Fou noir sur case blanche c8 · Fou noir sur case noire f8 · Tour noire sur case noire h8 · Pion noir sur case noire a7 · Pion noir sur case blanche b7 · Pion noir sur case noire g7 · Pion noir sur case blanche h7 · Cavalier noir sur case blanche a6 · Pion noir sur case blanche c6 · Dame noire sur case noire d6 · Roi noir sur case blanche e6 · Pion noir sur case noire f6 · Cavalier noir sur case noire h6 · Pion noir sur case blanche d5 · Pion noir sur case noire e5 · Pion blanc sur case noire d4 · Pion blanc sur case blanche e4 · Cavalier blanc sur case noire a3 · Pion blanc sur case noire c3 · Dame blanche sur case blanche d3 · Roi blanc sur case noire e3 · Pion blanc sur case blanche f3 · Cavalier blanc sur case blanche h3 · Pion blanc sur case blanche a2 · Pion blanc sur case noire b2 · Pion blanc sur case blanche g2 · Pion blanc sur case noire h2 · Tour blanche sur case noire a1 · Fou blanc sur case noire c1 · Fou blanc sur case blanche f1 · Tour blanche sur case blanche h1 | Tour noire sur case blanche a8 · Fou noir sur case blanche c8 · Fou noir sur case noire f8 · Tour noire sur case noire h8 · Pion noir sur case noire a7 · Pion noir sur case blanche b7 · Pion noir sur case noire g7 · Pion noir sur case blanche h7 · Cavalier noir sur case blanche a6 · Pion noir sur case blanche c6 · Dame noire sur case noire d6 · Roi noir sur case blanche e6 · Pion noir sur case noire f6 · Cavalier noir sur case noire h6 · Pion noir sur case blanche d5 · Pion noir sur case noire e5 · Pion blanc sur case noire d4 · Pion blanc sur case blanche e4 · Cavalier blanc sur case noire a3 · Pion blanc sur case noire c3 · Dame blanche sur case blanche d3 · Roi blanc sur case noire e3 · Pion blanc sur case blanche f3 · Cavalier blanc sur case blanche h3 · Pion blanc sur case blanche a2 · Pion blanc sur case noire b2 · Pion blanc sur case blanche g2 · Pion blanc sur case noire h2 · Tour blanche sur case noire a1 · Fou blanc sur case noire c1 · Fou blanc sur case blanche f1 · Tour blanche sur case blanche h1 | Tour noire sur case blanche a8 · Fou noir sur case blanche c8 · Fou noir sur case noire f8 · Tour noire sur case noire h8 · Pion noir sur case noire a7 · Pion noir sur case blanche b7 · Pion noir sur case noire g7 · Pion noir sur case blanche h7 · Cavalier noir sur case blanche a6 · Pion noir sur case blanche c6 · Dame noire sur case noire d6 · Roi noir sur case blanche e6 · Pion noir sur case noire f6 · Cavalier noir sur case noire h6 · Pion noir sur case blanche d5 · Pion noir sur case noire e5 · Pion blanc sur case noire d4 · Pion blanc sur case blanche e4 · Cavalier blanc sur case noire a3 · Pion blanc sur case noire c3 · Dame blanche sur case blanche d3 · Roi blanc sur case noire e3 · Pion blanc sur case blanche f3 · Cavalier blanc sur case blanche h3 · Pion blanc sur case blanche a2 · Pion blanc sur case noire b2 · Pion blanc sur case blanche g2 · Pion blanc sur case noire h2 · Tour blanche sur case noire a1 · Fou blanc sur case noire c1 · Fou blanc sur case blanche f1 · Tour blanche sur case blanche h1 | Tour noire sur case blanche a8 · Fou noir sur case blanche c8 · Fou noir sur case noire f8 · Tour noire sur case noire h8 · Pion noir sur case noire a7 · Pion noir sur case blanche b7 · Pion noir sur case noire g7 · Pion noir sur case blanche h7 · Cavalier noir sur case blanche a6 · Pion noir sur case blanche c6 · Dame noire sur case noire d6 · Roi noir sur case blanche e6 · Pion noir sur case noire f6 · Cavalier noir sur case noire h6 · Pion noir sur case blanche d5 · Pion noir sur case noire e5 · Pion blanc sur case noire d4 · Pion blanc sur case blanche e4 · Cavalier blanc sur case noire a3 · Pion blanc sur case noire c3 · Dame blanche sur case blanche d3 · Roi blanc sur case noire e3 · Pion blanc sur case blanche f3 · Cavalier blanc sur case blanche h3 · Pion blanc sur case blanche a2 · Pion blanc sur case noire b2 · Pion blanc sur case blanche g2 · Pion blanc sur case noire h2 · Tour blanche sur case noire a1 · Fou blanc sur case noire c1 · Fou blanc sur case blanche f1 · Tour blanche sur case blanche h1 | Tour noire sur case blanche a8 · Fou noir sur case blanche c8 · Fou noir sur case noire f8 · Tour noire sur case noire h8 · Pion noir sur case noire a7 · Pion noir sur case blanche b7 · Pion noir sur case noire g7 · Pion noir sur case blanche h7 · Cavalier noir sur case blanche a6 · Pion noir sur case blanche c6 · Dame noire sur case noire d6 · Roi noir sur case blanche e6 · Pion noir sur case noire f6 · Cavalier noir sur case noire h6 · Pion noir sur case blanche d5 · Pion noir sur case noire e5 · Pion blanc sur case noire d4 · Pion blanc sur case blanche e4 · Cavalier blanc sur case noire a3 · Pion blanc sur case noire c3 · Dame blanche sur case blanche d3 · Roi blanc sur case noire e3 · Pion blanc sur case blanche f3 · Cavalier blanc sur case blanche h3 · Pion blanc sur case blanche a2 · Pion blanc sur case noire b2 · Pion blanc sur case blanche g2 · Pion blanc sur case noire h2 · Tour blanche sur case noire a1 · Fou blanc sur case noire c1 · Fou blanc sur case blanche f1 · Tour blanche sur case blanche h1 | Tour noire sur case blanche a8 · Fou noir sur case blanche c8 · Fou noir sur case noire f8 · Tour noire sur case noire h8 · Pion noir sur case noire a7 · Pion noir sur case blanche b7 · Pion noir sur case noire g7 · Pion noir sur case blanche h7 · Cavalier noir sur case blanche a6 · Pion noir sur case blanche c6 · Dame noire sur case noire d6 · Roi noir sur case blanche e6 · Pion noir sur case noire f6 · Cavalier noir sur case noire h6 · Pion noir sur case blanche d5 · Pion noir sur case noire e5 · Pion blanc sur case noire d4 · Pion blanc sur case blanche e4 · Cavalier blanc sur case noire a3 · Pion blanc sur case noire c3 · Dame blanche sur case blanche d3 · Roi blanc sur case noire e3 · Pion blanc sur case blanche f3 · Cavalier blanc sur case blanche h3 · Pion blanc sur case blanche a2 · Pion blanc sur case noire b2 · Pion blanc sur case blanche g2 · Pion blanc sur case noire h2 · Tour blanche sur case noire a1 · Fou blanc sur case noire c1 · Fou blanc sur case blanche f1 · Tour blanche sur case blanche h1 | Tour noire sur case blanche a8 · Fou noir sur case blanche c8 · Fou noir sur case noire f8 · Tour noire sur case noire h8 · Pion noir sur case noire a7 · Pion noir sur case blanche b7 · Pion noir sur case noire g7 · Pion noir sur case blanche h7 · Cavalier noir sur case blanche a6 · Pion noir sur case blanche c6 · Dame noire sur case noire d6 · Roi noir sur case blanche e6 · Pion noir sur case noire f6 · Cavalier noir sur case noire h6 · Pion noir sur case blanche d5 · Pion noir sur case noire e5 · Pion blanc sur case noire d4 · Pion blanc sur case blanche e4 · Cavalier blanc sur case noire a3 · Pion blanc sur case noire c3 · Dame blanche sur case blanche d3 · Roi blanc sur case noire e3 · Pion blanc sur case blanche f3 · Cavalier blanc sur case blanche h3 · Pion blanc sur case blanche a2 · Pion blanc sur case noire b2 · Pion blanc sur case blanche g2 · Pion blanc sur case noire h2 · Tour blanche sur case noire a1 · Fou blanc sur case noire c1 · Fou blanc sur case blanche f1 · Tour blanche sur case blanche h1 | 5 |
| 4 | Tour noire sur case blanche a8 · Fou noir sur case blanche c8 · Fou noir sur case noire f8 · Tour noire sur case noire h8 · Pion noir sur case noire a7 · Pion noir sur case blanche b7 · Pion noir sur case noire g7 · Pion noir sur case blanche h7 · Cavalier noir sur case blanche a6 · Pion noir sur case blanche c6 · Dame noire sur case noire d6 · Roi noir sur case blanche e6 · Pion noir sur case noire f6 · Cavalier noir sur case noire h6 · Pion noir sur case blanche d5 · Pion noir sur case noire e5 · Pion blanc sur case noire d4 · Pion blanc sur case blanche e4 · Cavalier blanc sur case noire a3 · Pion blanc sur case noire c3 · Dame blanche sur case blanche d3 · Roi blanc sur case noire e3 · Pion blanc sur case blanche f3 · Cavalier blanc sur case blanche h3 · Pion blanc sur case blanche a2 · Pion blanc sur case noire b2 · Pion blanc sur case blanche g2 · Pion blanc sur case noire h2 · Tour blanche sur case noire a1 · Fou blanc sur case noire c1 · Fou blanc sur case blanche f1 · Tour blanche sur case blanche h1 | Tour noire sur case blanche a8 · Fou noir sur case blanche c8 · Fou noir sur case noire f8 · Tour noire sur case noire h8 · Pion noir sur case noire a7 · Pion noir sur case blanche b7 · Pion noir sur case noire g7 · Pion noir sur case blanche h7 · Cavalier noir sur case blanche a6 · Pion noir sur case blanche c6 · Dame noire sur case noire d6 · Roi noir sur case blanche e6 · Pion noir sur case noire f6 · Cavalier noir sur case noire h6 · Pion noir sur case blanche d5 · Pion noir sur case noire e5 · Pion blanc sur case noire d4 · Pion blanc sur case blanche e4 · Cavalier blanc sur case noire a3 · Pion blanc sur case noire c3 · Dame blanche sur case blanche d3 · Roi blanc sur case noire e3 · Pion blanc sur case blanche f3 · Cavalier blanc sur case blanche h3 · Pion blanc sur case blanche a2 · Pion blanc sur case noire b2 · Pion blanc sur case blanche g2 · Pion blanc sur case noire h2 · Tour blanche sur case noire a1 · Fou blanc sur case noire c1 · Fou blanc sur case blanche f1 · Tour blanche sur case blanche h1 | Tour noire sur case blanche a8 · Fou noir sur case blanche c8 · Fou noir sur case noire f8 · Tour noire sur case noire h8 · Pion noir sur case noire a7 · Pion noir sur case blanche b7 · Pion noir sur case noire g7 · Pion noir sur case blanche h7 · Cavalier noir sur case blanche a6 · Pion noir sur case blanche c6 · Dame noire sur case noire d6 · Roi noir sur case blanche e6 · Pion noir sur case noire f6 · Cavalier noir sur case noire h6 · Pion noir sur case blanche d5 · Pion noir sur case noire e5 · Pion blanc sur case noire d4 · Pion blanc sur case blanche e4 · Cavalier blanc sur case noire a3 · Pion blanc sur case noire c3 · Dame blanche sur case blanche d3 · Roi blanc sur case noire e3 · Pion blanc sur case blanche f3 · Cavalier blanc sur case blanche h3 · Pion blanc sur case blanche a2 · Pion blanc sur case noire b2 · Pion blanc sur case blanche g2 · Pion blanc sur case noire h2 · Tour blanche sur case noire a1 · Fou blanc sur case noire c1 · Fou blanc sur case blanche f1 · Tour blanche sur case blanche h1 | Tour noire sur case blanche a8 · Fou noir sur case blanche c8 · Fou noir sur case noire f8 · Tour noire sur case noire h8 · Pion noir sur case noire a7 · Pion noir sur case blanche b7 · Pion noir sur case noire g7 · Pion noir sur case blanche h7 · Cavalier noir sur case blanche a6 · Pion noir sur case blanche c6 · Dame noire sur case noire d6 · Roi noir sur case blanche e6 · Pion noir sur case noire f6 · Cavalier noir sur case noire h6 · Pion noir sur case blanche d5 · Pion noir sur case noire e5 · Pion blanc sur case noire d4 · Pion blanc sur case blanche e4 · Cavalier blanc sur case noire a3 · Pion blanc sur case noire c3 · Dame blanche sur case blanche d3 · Roi blanc sur case noire e3 · Pion blanc sur case blanche f3 · Cavalier blanc sur case blanche h3 · Pion blanc sur case blanche a2 · Pion blanc sur case noire b2 · Pion blanc sur case blanche g2 · Pion blanc sur case noire h2 · Tour blanche sur case noire a1 · Fou blanc sur case noire c1 · Fou blanc sur case blanche f1 · Tour blanche sur case blanche h1 | Tour noire sur case blanche a8 · Fou noir sur case blanche c8 · Fou noir sur case noire f8 · Tour noire sur case noire h8 · Pion noir sur case noire a7 · Pion noir sur case blanche b7 · Pion noir sur case noire g7 · Pion noir sur case blanche h7 · Cavalier noir sur case blanche a6 · Pion noir sur case blanche c6 · Dame noire sur case noire d6 · Roi noir sur case blanche e6 · Pion noir sur case noire f6 · Cavalier noir sur case noire h6 · Pion noir sur case blanche d5 · Pion noir sur case noire e5 · Pion blanc sur case noire d4 · Pion blanc sur case blanche e4 · Cavalier blanc sur case noire a3 · Pion blanc sur case noire c3 · Dame blanche sur case blanche d3 · Roi blanc sur case noire e3 · Pion blanc sur case blanche f3 · Cavalier blanc sur case blanche h3 · Pion blanc sur case blanche a2 · Pion blanc sur case noire b2 · Pion blanc sur case blanche g2 · Pion blanc sur case noire h2 · Tour blanche sur case noire a1 · Fou blanc sur case noire c1 · Fou blanc sur case blanche f1 · Tour blanche sur case blanche h1 | Tour noire sur case blanche a8 · Fou noir sur case blanche c8 · Fou noir sur case noire f8 · Tour noire sur case noire h8 · Pion noir sur case noire a7 · Pion noir sur case blanche b7 · Pion noir sur case noire g7 · Pion noir sur case blanche h7 · Cavalier noir sur case blanche a6 · Pion noir sur case blanche c6 · Dame noire sur case noire d6 · Roi noir sur case blanche e6 · Pion noir sur case noire f6 · Cavalier noir sur case noire h6 · Pion noir sur case blanche d5 · Pion noir sur case noire e5 · Pion blanc sur case noire d4 · Pion blanc sur case blanche e4 · Cavalier blanc sur case noire a3 · Pion blanc sur case noire c3 · Dame blanche sur case blanche d3 · Roi blanc sur case noire e3 · Pion blanc sur case blanche f3 · Cavalier blanc sur case blanche h3 · Pion blanc sur case blanche a2 · Pion blanc sur case noire b2 · Pion blanc sur case blanche g2 · Pion blanc sur case noire h2 · Tour blanche sur case noire a1 · Fou blanc sur case noire c1 · Fou blanc sur case blanche f1 · Tour blanche sur case blanche h1 | Tour noire sur case blanche a8 · Fou noir sur case blanche c8 · Fou noir sur case noire f8 · Tour noire sur case noire h8 · Pion noir sur case noire a7 · Pion noir sur case blanche b7 · Pion noir sur case noire g7 · Pion noir sur case blanche h7 · Cavalier noir sur case blanche a6 · Pion noir sur case blanche c6 · Dame noire sur case noire d6 · Roi noir sur case blanche e6 · Pion noir sur case noire f6 · Cavalier noir sur case noire h6 · Pion noir sur case blanche d5 · Pion noir sur case noire e5 · Pion blanc sur case noire d4 · Pion blanc sur case blanche e4 · Cavalier blanc sur case noire a3 · Pion blanc sur case noire c3 · Dame blanche sur case blanche d3 · Roi blanc sur case noire e3 · Pion blanc sur case blanche f3 · Cavalier blanc sur case blanche h3 · Pion blanc sur case blanche a2 · Pion blanc sur case noire b2 · Pion blanc sur case blanche g2 · Pion blanc sur case noire h2 · Tour blanche sur case noire a1 · Fou blanc sur case noire c1 · Fou blanc sur case blanche f1 · Tour blanche sur case blanche h1 | Tour noire sur case blanche a8 · Fou noir sur case blanche c8 · Fou noir sur case noire f8 · Tour noire sur case noire h8 · Pion noir sur case noire a7 · Pion noir sur case blanche b7 · Pion noir sur case noire g7 · Pion noir sur case blanche h7 · Cavalier noir sur case blanche a6 · Pion noir sur case blanche c6 · Dame noire sur case noire d6 · Roi noir sur case blanche e6 · Pion noir sur case noire f6 · Cavalier noir sur case noire h6 · Pion noir sur case blanche d5 · Pion noir sur case noire e5 · Pion blanc sur case noire d4 · Pion blanc sur case blanche e4 · Cavalier blanc sur case noire a3 · Pion blanc sur case noire c3 · Dame blanche sur case blanche d3 · Roi blanc sur case noire e3 · Pion blanc sur case blanche f3 · Cavalier blanc sur case blanche h3 · Pion blanc sur case blanche a2 · Pion blanc sur case noire b2 · Pion blanc sur case blanche g2 · Pion blanc sur case noire h2 · Tour blanche sur case noire a1 · Fou blanc sur case noire c1 · Fou blanc sur case blanche f1 · Tour blanche sur case blanche h1 | 4 |
| 3 | Tour noire sur case blanche a8 · Fou noir sur case blanche c8 · Fou noir sur case noire f8 · Tour noire sur case noire h8 · Pion noir sur case noire a7 · Pion noir sur case blanche b7 · Pion noir sur case noire g7 · Pion noir sur case blanche h7 · Cavalier noir sur case blanche a6 · Pion noir sur case blanche c6 · Dame noire sur case noire d6 · Roi noir sur case blanche e6 · Pion noir sur case noire f6 · Cavalier noir sur case noire h6 · Pion noir sur case blanche d5 · Pion noir sur case noire e5 · Pion blanc sur case noire d4 · Pion blanc sur case blanche e4 · Cavalier blanc sur case noire a3 · Pion blanc sur case noire c3 · Dame blanche sur case blanche d3 · Roi blanc sur case noire e3 · Pion blanc sur case blanche f3 · Cavalier blanc sur case blanche h3 · Pion blanc sur case blanche a2 · Pion blanc sur case noire b2 · Pion blanc sur case blanche g2 · Pion blanc sur case noire h2 · Tour blanche sur case noire a1 · Fou blanc sur case noire c1 · Fou blanc sur case blanche f1 · Tour blanche sur case blanche h1 | Tour noire sur case blanche a8 · Fou noir sur case blanche c8 · Fou noir sur case noire f8 · Tour noire sur case noire h8 · Pion noir sur case noire a7 · Pion noir sur case blanche b7 · Pion noir sur case noire g7 · Pion noir sur case blanche h7 · Cavalier noir sur case blanche a6 · Pion noir sur case blanche c6 · Dame noire sur case noire d6 · Roi noir sur case blanche e6 · Pion noir sur case noire f6 · Cavalier noir sur case noire h6 · Pion noir sur case blanche d5 · Pion noir sur case noire e5 · Pion blanc sur case noire d4 · Pion blanc sur case blanche e4 · Cavalier blanc sur case noire a3 · Pion blanc sur case noire c3 · Dame blanche sur case blanche d3 · Roi blanc sur case noire e3 · Pion blanc sur case blanche f3 · Cavalier blanc sur case blanche h3 · Pion blanc sur case blanche a2 · Pion blanc sur case noire b2 · Pion blanc sur case blanche g2 · Pion blanc sur case noire h2 · Tour blanche sur case noire a1 · Fou blanc sur case noire c1 · Fou blanc sur case blanche f1 · Tour blanche sur case blanche h1 | Tour noire sur case blanche a8 · Fou noir sur case blanche c8 · Fou noir sur case noire f8 · Tour noire sur case noire h8 · Pion noir sur case noire a7 · Pion noir sur case blanche b7 · Pion noir sur case noire g7 · Pion noir sur case blanche h7 · Cavalier noir sur case blanche a6 · Pion noir sur case blanche c6 · Dame noire sur case noire d6 · Roi noir sur case blanche e6 · Pion noir sur case noire f6 · Cavalier noir sur case noire h6 · Pion noir sur case blanche d5 · Pion noir sur case noire e5 · Pion blanc sur case noire d4 · Pion blanc sur case blanche e4 · Cavalier blanc sur case noire a3 · Pion blanc sur case noire c3 · Dame blanche sur case blanche d3 · Roi blanc sur case noire e3 · Pion blanc sur case blanche f3 · Cavalier blanc sur case blanche h3 · Pion blanc sur case blanche a2 · Pion blanc sur case noire b2 · Pion blanc sur case blanche g2 · Pion blanc sur case noire h2 · Tour blanche sur case noire a1 · Fou blanc sur case noire c1 · Fou blanc sur case blanche f1 · Tour blanche sur case blanche h1 | Tour noire sur case blanche a8 · Fou noir sur case blanche c8 · Fou noir sur case noire f8 · Tour noire sur case noire h8 · Pion noir sur case noire a7 · Pion noir sur case blanche b7 · Pion noir sur case noire g7 · Pion noir sur case blanche h7 · Cavalier noir sur case blanche a6 · Pion noir sur case blanche c6 · Dame noire sur case noire d6 · Roi noir sur case blanche e6 · Pion noir sur case noire f6 · Cavalier noir sur case noire h6 · Pion noir sur case blanche d5 · Pion noir sur case noire e5 · Pion blanc sur case noire d4 · Pion blanc sur case blanche e4 · Cavalier blanc sur case noire a3 · Pion blanc sur case noire c3 · Dame blanche sur case blanche d3 · Roi blanc sur case noire e3 · Pion blanc sur case blanche f3 · Cavalier blanc sur case blanche h3 · Pion blanc sur case blanche a2 · Pion blanc sur case noire b2 · Pion blanc sur case blanche g2 · Pion blanc sur case noire h2 · Tour blanche sur case noire a1 · Fou blanc sur case noire c1 · Fou blanc sur case blanche f1 · Tour blanche sur case blanche h1 | Tour noire sur case blanche a8 · Fou noir sur case blanche c8 · Fou noir sur case noire f8 · Tour noire sur case noire h8 · Pion noir sur case noire a7 · Pion noir sur case blanche b7 · Pion noir sur case noire g7 · Pion noir sur case blanche h7 · Cavalier noir sur case blanche a6 · Pion noir sur case blanche c6 · Dame noire sur case noire d6 · Roi noir sur case blanche e6 · Pion noir sur case noire f6 · Cavalier noir sur case noire h6 · Pion noir sur case blanche d5 · Pion noir sur case noire e5 · Pion blanc sur case noire d4 · Pion blanc sur case blanche e4 · Cavalier blanc sur case noire a3 · Pion blanc sur case noire c3 · Dame blanche sur case blanche d3 · Roi blanc sur case noire e3 · Pion blanc sur case blanche f3 · Cavalier blanc sur case blanche h3 · Pion blanc sur case blanche a2 · Pion blanc sur case noire b2 · Pion blanc sur case blanche g2 · Pion blanc sur case noire h2 · Tour blanche sur case noire a1 · Fou blanc sur case noire c1 · Fou blanc sur case blanche f1 · Tour blanche sur case blanche h1 | Tour noire sur case blanche a8 · Fou noir sur case blanche c8 · Fou noir sur case noire f8 · Tour noire sur case noire h8 · Pion noir sur case noire a7 · Pion noir sur case blanche b7 · Pion noir sur case noire g7 · Pion noir sur case blanche h7 · Cavalier noir sur case blanche a6 · Pion noir sur case blanche c6 · Dame noire sur case noire d6 · Roi noir sur case blanche e6 · Pion noir sur case noire f6 · Cavalier noir sur case noire h6 · Pion noir sur case blanche d5 · Pion noir sur case noire e5 · Pion blanc sur case noire d4 · Pion blanc sur case blanche e4 · Cavalier blanc sur case noire a3 · Pion blanc sur case noire c3 · Dame blanche sur case blanche d3 · Roi blanc sur case noire e3 · Pion blanc sur case blanche f3 · Cavalier blanc sur case blanche h3 · Pion blanc sur case blanche a2 · Pion blanc sur case noire b2 · Pion blanc sur case blanche g2 · Pion blanc sur case noire h2 · Tour blanche sur case noire a1 · Fou blanc sur case noire c1 · Fou blanc sur case blanche f1 · Tour blanche sur case blanche h1 | Tour noire sur case blanche a8 · Fou noir sur case blanche c8 · Fou noir sur case noire f8 · Tour noire sur case noire h8 · Pion noir sur case noire a7 · Pion noir sur case blanche b7 · Pion noir sur case noire g7 · Pion noir sur case blanche h7 · Cavalier noir sur case blanche a6 · Pion noir sur case blanche c6 · Dame noire sur case noire d6 · Roi noir sur case blanche e6 · Pion noir sur case noire f6 · Cavalier noir sur case noire h6 · Pion noir sur case blanche d5 · Pion noir sur case noire e5 · Pion blanc sur case noire d4 · Pion blanc sur case blanche e4 · Cavalier blanc sur case noire a3 · Pion blanc sur case noire c3 · Dame blanche sur case blanche d3 · Roi blanc sur case noire e3 · Pion blanc sur case blanche f3 · Cavalier blanc sur case blanche h3 · Pion blanc sur case blanche a2 · Pion blanc sur case noire b2 · Pion blanc sur case blanche g2 · Pion blanc sur case noire h2 · Tour blanche sur case noire a1 · Fou blanc sur case noire c1 · Fou blanc sur case blanche f1 · Tour blanche sur case blanche h1 | Tour noire sur case blanche a8 · Fou noir sur case blanche c8 · Fou noir sur case noire f8 · Tour noire sur case noire h8 · Pion noir sur case noire a7 · Pion noir sur case blanche b7 · Pion noir sur case noire g7 · Pion noir sur case blanche h7 · Cavalier noir sur case blanche a6 · Pion noir sur case blanche c6 · Dame noire sur case noire d6 · Roi noir sur case blanche e6 · Pion noir sur case noire f6 · Cavalier noir sur case noire h6 · Pion noir sur case blanche d5 · Pion noir sur case noire e5 · Pion blanc sur case noire d4 · Pion blanc sur case blanche e4 · Cavalier blanc sur case noire a3 · Pion blanc sur case noire c3 · Dame blanche sur case blanche d3 · Roi blanc sur case noire e3 · Pion blanc sur case blanche f3 · Cavalier blanc sur case blanche h3 · Pion blanc sur case blanche a2 · Pion blanc sur case noire b2 · Pion blanc sur case blanche g2 · Pion blanc sur case noire h2 · Tour blanche sur case noire a1 · Fou blanc sur case noire c1 · Fou blanc sur case blanche f1 · Tour blanche sur case blanche h1 | 3 |
| 2 | Tour noire sur case blanche a8 · Fou noir sur case blanche c8 · Fou noir sur case noire f8 · Tour noire sur case noire h8 · Pion noir sur case noire a7 · Pion noir sur case blanche b7 · Pion noir sur case noire g7 · Pion noir sur case blanche h7 · Cavalier noir sur case blanche a6 · Pion noir sur case blanche c6 · Dame noire sur case noire d6 · Roi noir sur case blanche e6 · Pion noir sur case noire f6 · Cavalier noir sur case noire h6 · Pion noir sur case blanche d5 · Pion noir sur case noire e5 · Pion blanc sur case noire d4 · Pion blanc sur case blanche e4 · Cavalier blanc sur case noire a3 · Pion blanc sur case noire c3 · Dame blanche sur case blanche d3 · Roi blanc sur case noire e3 · Pion blanc sur case blanche f3 · Cavalier blanc sur case blanche h3 · Pion blanc sur case blanche a2 · Pion blanc sur case noire b2 · Pion blanc sur case blanche g2 · Pion blanc sur case noire h2 · Tour blanche sur case noire a1 · Fou blanc sur case noire c1 · Fou blanc sur case blanche f1 · Tour blanche sur case blanche h1 | Tour noire sur case blanche a8 · Fou noir sur case blanche c8 · Fou noir sur case noire f8 · Tour noire sur case noire h8 · Pion noir sur case noire a7 · Pion noir sur case blanche b7 · Pion noir sur case noire g7 · Pion noir sur case blanche h7 · Cavalier noir sur case blanche a6 · Pion noir sur case blanche c6 · Dame noire sur case noire d6 · Roi noir sur case blanche e6 · Pion noir sur case noire f6 · Cavalier noir sur case noire h6 · Pion noir sur case blanche d5 · Pion noir sur case noire e5 · Pion blanc sur case noire d4 · Pion blanc sur case blanche e4 · Cavalier blanc sur case noire a3 · Pion blanc sur case noire c3 · Dame blanche sur case blanche d3 · Roi blanc sur case noire e3 · Pion blanc sur case blanche f3 · Cavalier blanc sur case blanche h3 · Pion blanc sur case blanche a2 · Pion blanc sur case noire b2 · Pion blanc sur case blanche g2 · Pion blanc sur case noire h2 · Tour blanche sur case noire a1 · Fou blanc sur case noire c1 · Fou blanc sur case blanche f1 · Tour blanche sur case blanche h1 | Tour noire sur case blanche a8 · Fou noir sur case blanche c8 · Fou noir sur case noire f8 · Tour noire sur case noire h8 · Pion noir sur case noire a7 · Pion noir sur case blanche b7 · Pion noir sur case noire g7 · Pion noir sur case blanche h7 · Cavalier noir sur case blanche a6 · Pion noir sur case blanche c6 · Dame noire sur case noire d6 · Roi noir sur case blanche e6 · Pion noir sur case noire f6 · Cavalier noir sur case noire h6 · Pion noir sur case blanche d5 · Pion noir sur case noire e5 · Pion blanc sur case noire d4 · Pion blanc sur case blanche e4 · Cavalier blanc sur case noire a3 · Pion blanc sur case noire c3 · Dame blanche sur case blanche d3 · Roi blanc sur case noire e3 · Pion blanc sur case blanche f3 · Cavalier blanc sur case blanche h3 · Pion blanc sur case blanche a2 · Pion blanc sur case noire b2 · Pion blanc sur case blanche g2 · Pion blanc sur case noire h2 · Tour blanche sur case noire a1 · Fou blanc sur case noire c1 · Fou blanc sur case blanche f1 · Tour blanche sur case blanche h1 | Tour noire sur case blanche a8 · Fou noir sur case blanche c8 · Fou noir sur case noire f8 · Tour noire sur case noire h8 · Pion noir sur case noire a7 · Pion noir sur case blanche b7 · Pion noir sur case noire g7 · Pion noir sur case blanche h7 · Cavalier noir sur case blanche a6 · Pion noir sur case blanche c6 · Dame noire sur case noire d6 · Roi noir sur case blanche e6 · Pion noir sur case noire f6 · Cavalier noir sur case noire h6 · Pion noir sur case blanche d5 · Pion noir sur case noire e5 · Pion blanc sur case noire d4 · Pion blanc sur case blanche e4 · Cavalier blanc sur case noire a3 · Pion blanc sur case noire c3 · Dame blanche sur case blanche d3 · Roi blanc sur case noire e3 · Pion blanc sur case blanche f3 · Cavalier blanc sur case blanche h3 · Pion blanc sur case blanche a2 · Pion blanc sur case noire b2 · Pion blanc sur case blanche g2 · Pion blanc sur case noire h2 · Tour blanche sur case noire a1 · Fou blanc sur case noire c1 · Fou blanc sur case blanche f1 · Tour blanche sur case blanche h1 | Tour noire sur case blanche a8 · Fou noir sur case blanche c8 · Fou noir sur case noire f8 · Tour noire sur case noire h8 · Pion noir sur case noire a7 · Pion noir sur case blanche b7 · Pion noir sur case noire g7 · Pion noir sur case blanche h7 · Cavalier noir sur case blanche a6 · Pion noir sur case blanche c6 · Dame noire sur case noire d6 · Roi noir sur case blanche e6 · Pion noir sur case noire f6 · Cavalier noir sur case noire h6 · Pion noir sur case blanche d5 · Pion noir sur case noire e5 · Pion blanc sur case noire d4 · Pion blanc sur case blanche e4 · Cavalier blanc sur case noire a3 · Pion blanc sur case noire c3 · Dame blanche sur case blanche d3 · Roi blanc sur case noire e3 · Pion blanc sur case blanche f3 · Cavalier blanc sur case blanche h3 · Pion blanc sur case blanche a2 · Pion blanc sur case noire b2 · Pion blanc sur case blanche g2 · Pion blanc sur case noire h2 · Tour blanche sur case noire a1 · Fou blanc sur case noire c1 · Fou blanc sur case blanche f1 · Tour blanche sur case blanche h1 | Tour noire sur case blanche a8 · Fou noir sur case blanche c8 · Fou noir sur case noire f8 · Tour noire sur case noire h8 · Pion noir sur case noire a7 · Pion noir sur case blanche b7 · Pion noir sur case noire g7 · Pion noir sur case blanche h7 · Cavalier noir sur case blanche a6 · Pion noir sur case blanche c6 · Dame noire sur case noire d6 · Roi noir sur case blanche e6 · Pion noir sur case noire f6 · Cavalier noir sur case noire h6 · Pion noir sur case blanche d5 · Pion noir sur case noire e5 · Pion blanc sur case noire d4 · Pion blanc sur case blanche e4 · Cavalier blanc sur case noire a3 · Pion blanc sur case noire c3 · Dame blanche sur case blanche d3 · Roi blanc sur case noire e3 · Pion blanc sur case blanche f3 · Cavalier blanc sur case blanche h3 · Pion blanc sur case blanche a2 · Pion blanc sur case noire b2 · Pion blanc sur case blanche g2 · Pion blanc sur case noire h2 · Tour blanche sur case noire a1 · Fou blanc sur case noire c1 · Fou blanc sur case blanche f1 · Tour blanche sur case blanche h1 | Tour noire sur case blanche a8 · Fou noir sur case blanche c8 · Fou noir sur case noire f8 · Tour noire sur case noire h8 · Pion noir sur case noire a7 · Pion noir sur case blanche b7 · Pion noir sur case noire g7 · Pion noir sur case blanche h7 · Cavalier noir sur case blanche a6 · Pion noir sur case blanche c6 · Dame noire sur case noire d6 · Roi noir sur case blanche e6 · Pion noir sur case noire f6 · Cavalier noir sur case noire h6 · Pion noir sur case blanche d5 · Pion noir sur case noire e5 · Pion blanc sur case noire d4 · Pion blanc sur case blanche e4 · Cavalier blanc sur case noire a3 · Pion blanc sur case noire c3 · Dame blanche sur case blanche d3 · Roi blanc sur case noire e3 · Pion blanc sur case blanche f3 · Cavalier blanc sur case blanche h3 · Pion blanc sur case blanche a2 · Pion blanc sur case noire b2 · Pion blanc sur case blanche g2 · Pion blanc sur case noire h2 · Tour blanche sur case noire a1 · Fou blanc sur case noire c1 · Fou blanc sur case blanche f1 · Tour blanche sur case blanche h1 | Tour noire sur case blanche a8 · Fou noir sur case blanche c8 · Fou noir sur case noire f8 · Tour noire sur case noire h8 · Pion noir sur case noire a7 · Pion noir sur case blanche b7 · Pion noir sur case noire g7 · Pion noir sur case blanche h7 · Cavalier noir sur case blanche a6 · Pion noir sur case blanche c6 · Dame noire sur case noire d6 · Roi noir sur case blanche e6 · Pion noir sur case noire f6 · Cavalier noir sur case noire h6 · Pion noir sur case blanche d5 · Pion noir sur case noire e5 · Pion blanc sur case noire d4 · Pion blanc sur case blanche e4 · Cavalier blanc sur case noire a3 · Pion blanc sur case noire c3 · Dame blanche sur case blanche d3 · Roi blanc sur case noire e3 · Pion blanc sur case blanche f3 · Cavalier blanc sur case blanche h3 · Pion blanc sur case blanche a2 · Pion blanc sur case noire b2 · Pion blanc sur case blanche g2 · Pion blanc sur case noire h2 · Tour blanche sur case noire a1 · Fou blanc sur case noire c1 · Fou blanc sur case blanche f1 · Tour blanche sur case blanche h1 | 2 |
| 1 | Tour noire sur case blanche a8 · Fou noir sur case blanche c8 · Fou noir sur case noire f8 · Tour noire sur case noire h8 · Pion noir sur case noire a7 · Pion noir sur case blanche b7 · Pion noir sur case noire g7 · Pion noir sur case blanche h7 · Cavalier noir sur case blanche a6 · Pion noir sur case blanche c6 · Dame noire sur case noire d6 · Roi noir sur case blanche e6 · Pion noir sur case noire f6 · Cavalier noir sur case noire h6 · Pion noir sur case blanche d5 · Pion noir sur case noire e5 · Pion blanc sur case noire d4 · Pion blanc sur case blanche e4 · Cavalier blanc sur case noire a3 · Pion blanc sur case noire c3 · Dame blanche sur case blanche d3 · Roi blanc sur case noire e3 · Pion blanc sur case blanche f3 · Cavalier blanc sur case blanche h3 · Pion blanc sur case blanche a2 · Pion blanc sur case noire b2 · Pion blanc sur case blanche g2 · Pion blanc sur case noire h2 · Tour blanche sur case noire a1 · Fou blanc sur case noire c1 · Fou blanc sur case blanche f1 · Tour blanche sur case blanche h1 | Tour noire sur case blanche a8 · Fou noir sur case blanche c8 · Fou noir sur case noire f8 · Tour noire sur case noire h8 · Pion noir sur case noire a7 · Pion noir sur case blanche b7 · Pion noir sur case noire g7 · Pion noir sur case blanche h7 · Cavalier noir sur case blanche a6 · Pion noir sur case blanche c6 · Dame noire sur case noire d6 · Roi noir sur case blanche e6 · Pion noir sur case noire f6 · Cavalier noir sur case noire h6 · Pion noir sur case blanche d5 · Pion noir sur case noire e5 · Pion blanc sur case noire d4 · Pion blanc sur case blanche e4 · Cavalier blanc sur case noire a3 · Pion blanc sur case noire c3 · Dame blanche sur case blanche d3 · Roi blanc sur case noire e3 · Pion blanc sur case blanche f3 · Cavalier blanc sur case blanche h3 · Pion blanc sur case blanche a2 · Pion blanc sur case noire b2 · Pion blanc sur case blanche g2 · Pion blanc sur case noire h2 · Tour blanche sur case noire a1 · Fou blanc sur case noire c1 · Fou blanc sur case blanche f1 · Tour blanche sur case blanche h1 | Tour noire sur case blanche a8 · Fou noir sur case blanche c8 · Fou noir sur case noire f8 · Tour noire sur case noire h8 · Pion noir sur case noire a7 · Pion noir sur case blanche b7 · Pion noir sur case noire g7 · Pion noir sur case blanche h7 · Cavalier noir sur case blanche a6 · Pion noir sur case blanche c6 · Dame noire sur case noire d6 · Roi noir sur case blanche e6 · Pion noir sur case noire f6 · Cavalier noir sur case noire h6 · Pion noir sur case blanche d5 · Pion noir sur case noire e5 · Pion blanc sur case noire d4 · Pion blanc sur case blanche e4 · Cavalier blanc sur case noire a3 · Pion blanc sur case noire c3 · Dame blanche sur case blanche d3 · Roi blanc sur case noire e3 · Pion blanc sur case blanche f3 · Cavalier blanc sur case blanche h3 · Pion blanc sur case blanche a2 · Pion blanc sur case noire b2 · Pion blanc sur case blanche g2 · Pion blanc sur case noire h2 · Tour blanche sur case noire a1 · Fou blanc sur case noire c1 · Fou blanc sur case blanche f1 · Tour blanche sur case blanche h1 | Tour noire sur case blanche a8 · Fou noir sur case blanche c8 · Fou noir sur case noire f8 · Tour noire sur case noire h8 · Pion noir sur case noire a7 · Pion noir sur case blanche b7 · Pion noir sur case noire g7 · Pion noir sur case blanche h7 · Cavalier noir sur case blanche a6 · Pion noir sur case blanche c6 · Dame noire sur case noire d6 · Roi noir sur case blanche e6 · Pion noir sur case noire f6 · Cavalier noir sur case noire h6 · Pion noir sur case blanche d5 · Pion noir sur case noire e5 · Pion blanc sur case noire d4 · Pion blanc sur case blanche e4 · Cavalier blanc sur case noire a3 · Pion blanc sur case noire c3 · Dame blanche sur case blanche d3 · Roi blanc sur case noire e3 · Pion blanc sur case blanche f3 · Cavalier blanc sur case blanche h3 · Pion blanc sur case blanche a2 · Pion blanc sur case noire b2 · Pion blanc sur case blanche g2 · Pion blanc sur case noire h2 · Tour blanche sur case noire a1 · Fou blanc sur case noire c1 · Fou blanc sur case blanche f1 · Tour blanche sur case blanche h1 | Tour noire sur case blanche a8 · Fou noir sur case blanche c8 · Fou noir sur case noire f8 · Tour noire sur case noire h8 · Pion noir sur case noire a7 · Pion noir sur case blanche b7 · Pion noir sur case noire g7 · Pion noir sur case blanche h7 · Cavalier noir sur case blanche a6 · Pion noir sur case blanche c6 · Dame noire sur case noire d6 · Roi noir sur case blanche e6 · Pion noir sur case noire f6 · Cavalier noir sur case noire h6 · Pion noir sur case blanche d5 · Pion noir sur case noire e5 · Pion blanc sur case noire d4 · Pion blanc sur case blanche e4 · Cavalier blanc sur case noire a3 · Pion blanc sur case noire c3 · Dame blanche sur case blanche d3 · Roi blanc sur case noire e3 · Pion blanc sur case blanche f3 · Cavalier blanc sur case blanche h3 · Pion blanc sur case blanche a2 · Pion blanc sur case noire b2 · Pion blanc sur case blanche g2 · Pion blanc sur case noire h2 · Tour blanche sur case noire a1 · Fou blanc sur case noire c1 · Fou blanc sur case blanche f1 · Tour blanche sur case blanche h1 | Tour noire sur case blanche a8 · Fou noir sur case blanche c8 · Fou noir sur case noire f8 · Tour noire sur case noire h8 · Pion noir sur case noire a7 · Pion noir sur case blanche b7 · Pion noir sur case noire g7 · Pion noir sur case blanche h7 · Cavalier noir sur case blanche a6 · Pion noir sur case blanche c6 · Dame noire sur case noire d6 · Roi noir sur case blanche e6 · Pion noir sur case noire f6 · Cavalier noir sur case noire h6 · Pion noir sur case blanche d5 · Pion noir sur case noire e5 · Pion blanc sur case noire d4 · Pion blanc sur case blanche e4 · Cavalier blanc sur case noire a3 · Pion blanc sur case noire c3 · Dame blanche sur case blanche d3 · Roi blanc sur case noire e3 · Pion blanc sur case blanche f3 · Cavalier blanc sur case blanche h3 · Pion blanc sur case blanche a2 · Pion blanc sur case noire b2 · Pion blanc sur case blanche g2 · Pion blanc sur case noire h2 · Tour blanche sur case noire a1 · Fou blanc sur case noire c1 · Fou blanc sur case blanche f1 · Tour blanche sur case blanche h1 | Tour noire sur case blanche a8 · Fou noir sur case blanche c8 · Fou noir sur case noire f8 · Tour noire sur case noire h8 · Pion noir sur case noire a7 · Pion noir sur case blanche b7 · Pion noir sur case noire g7 · Pion noir sur case blanche h7 · Cavalier noir sur case blanche a6 · Pion noir sur case blanche c6 · Dame noire sur case noire d6 · Roi noir sur case blanche e6 · Pion noir sur case noire f6 · Cavalier noir sur case noire h6 · Pion noir sur case blanche d5 · Pion noir sur case noire e5 · Pion blanc sur case noire d4 · Pion blanc sur case blanche e4 · Cavalier blanc sur case noire a3 · Pion blanc sur case noire c3 · Dame blanche sur case blanche d3 · Roi blanc sur case noire e3 · Pion blanc sur case blanche f3 · Cavalier blanc sur case blanche h3 · Pion blanc sur case blanche a2 · Pion blanc sur case noire b2 · Pion blanc sur case blanche g2 · Pion blanc sur case noire h2 · Tour blanche sur case noire a1 · Fou blanc sur case noire c1 · Fou blanc sur case blanche f1 · Tour blanche sur case blanche h1 | Tour noire sur case blanche a8 · Fou noir sur case blanche c8 · Fou noir sur case noire f8 · Tour noire sur case noire h8 · Pion noir sur case noire a7 · Pion noir sur case blanche b7 · Pion noir sur case noire g7 · Pion noir sur case blanche h7 · Cavalier noir sur case blanche a6 · Pion noir sur case blanche c6 · Dame noire sur case noire d6 · Roi noir sur case blanche e6 · Pion noir sur case noire f6 · Cavalier noir sur case noire h6 · Pion noir sur case blanche d5 · Pion noir sur case noire e5 · Pion blanc sur case noire d4 · Pion blanc sur case blanche e4 · Cavalier blanc sur case noire a3 · Pion blanc sur case noire c3 · Dame blanche sur case blanche d3 · Roi blanc sur case noire e3 · Pion blanc sur case blanche f3 · Cavalier blanc sur case blanche h3 · Pion blanc sur case blanche a2 · Pion blanc sur case noire b2 · Pion blanc sur case blanche g2 · Pion blanc sur case noire h2 · Tour blanche sur case noire a1 · Fou blanc sur case noire c1 · Fou blanc sur case blanche f1 · Tour blanche sur case blanche h1 | 1 |
|   | a | b | c | d | e | f | g | h |   |

Les échecs toriques correspondent à des échecs cylindriques verticaux et horizontaux en même temps.
La position de départ est modifiée pour éviter le mat direct du roi.